# Aleksandr Morozevitch
 (juillet 2013).
Si vous disposez d'ouvrages ou d'articles de référence ou si vous connaissez des sites web de qualité traitant du thème abordé ici, merci de compléter l'article en donnant les références utiles à sa vérifiabilité et en les liant à la section « Notes et références ».
Aleksandr Sergueïevitch Morozevitch (en russe : Алекса́ндр Серге́евич Морозе́вич) est un joueur d'échecs russe né le 18 juillet 1977 à Moscou.
Grand maître international depuis 1994, il a été deuxième meilleur joueur mondial en 2008 et a remporté le Championnat de Russie d'échecs à deux reprises, en 1998 et en 2007.
Au 1er septembre 2024, avec un classement Elo de 2 655 points, il est le 73e joueur mondial.

## Biographie et carrière

### Meilleur classement Elo
Le classement Elo de Morozevitch est très variable : ainsi, son meilleur Elo est de 2 788 en juillet 2008, où il est alors le deuxième mondial derrière Anand et à égalité avec Kramnik, et son Elo de mars 2011 est de 2 694 ce qui le classe alors à la 40e place mondiale. Il est 10e mondial en 2012.

### Champion de Moscou et de Russie
Aleksandr Morozevitch remporta le championnat d'échecs de Moscou en 1992.
Il obtint le titre de maître international en 1993 et celui de grand maître l'année suivante, en 1994.
Il gagna deux titres de champion de Russie (en 1998 et 2007) et fut  également 1er-2e en 2003 (battu au départage par Svidler), 2e-3e en 2005 et 2e en 2011.

### Tournois internationaux

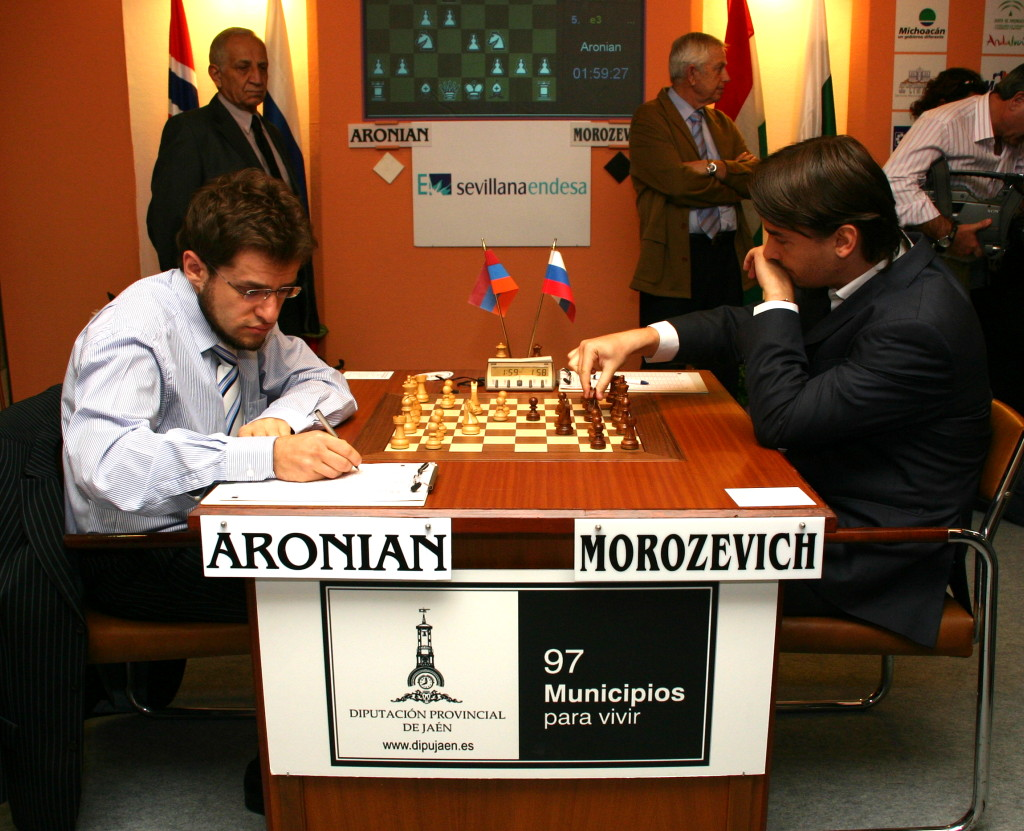
Levon Aronian face à Morozevich au tournoi de Linares 2007.

Parmi les succès de Morozevitch, on peut noter :
- trois victoires aux  tournois de Pampelune en Espagne :
  - en 1994-1995 (7/9) ;
  - en 1998-1999 (8/9, performance Elo de 2 904 points)
  - et en décembre 2006  (6/7, tournoi de catégorie 17, remporté avec une performance Elo de 2 951 points) ;
- 3e-4e du tournoi de Wijk aan Zee en 2002 ;
- trois victoires au classement combiné (rapide et aveugle) du tournoi Amber : en 2002, 2004 et 2006 ;
- trois victoires au festival d'échecs de Bienne : en juillet 2003, 2004 et 2006, égalant ainsi le nombre de titres à Bienne d'Anatoli Karpov ; il finit également deuxième du tournoi de Bienne en 2009 et 2011 (victoire de Carlsen) ;
- 2e-3e du tournoi de Linares en 2007 (ex æquo avec Carlsen, victoire de Anand) ;
- 2e-4e du mémorial Tal à Moscou en août 2008 (victoire de Ivantchouk) ;
- vainqueur du tournoi de Sarajevo en 2008 ;
- vainqueur de la Coupe du gouverneur de Saratov en 2011 (8,5/11, + 6 =5, avec une performance Elo de 2 915 points) ;
- 2012 : 
  - vainqueur du tournoi préliminaire en blitz du mémorial Tal à Moscou en juin 2012 (au départage devant Magnus Carlsen) ;
  - 4e-7e du tournoi classique du mémorial Tal (4,5/9, tournoi de catégorie 22, 10 joueurs, victoire de Carlsen) ;
  - 1er-3e du Grand Prix FIDE de Tachkent (novembre-décembre 2012) : avec 6,5 points sur 11 ;
- 2014 :
  - vainqueur du tournoi d'échecs de Poïkovski (mai 2014, 6 / 10) ;
  - 2e-5e du championnat du monde d'échecs de parties rapides à Dubaï (10,5/15, juin 2014, victoire de Carlsen) ;
  - 3e-5e du mémorial Tal en blitz (novembre 2014, 12 joueurs, victoire de Mamedyarov).

### Championnats du monde FIDE 2005 et 2007 (tournois à deux tours)
En 2005, Morozevitch finit à la 4e place au Championnat du monde 2005 à San Luis, en Argentine, derrière Veselin Topalov, Viswanathan Anand et Peter Svidler.
En 2007, il termine 6e-7e au Championnat du monde 2007 disputé à Mexico.

### Championnats du monde à élimination directe et coupes du monde
| Année | Lieu                             | Résultat                            | Ultimes adversaires   | Adversaires battus                                       |
| ----- | -------------------------------- | ----------------------------------- | --------------------- | -------------------------------------------------------- |
| 1997  | Groningue                        | deuxième tour                       | Lembit Oll            | Vassili Smyslov                                          |
| 2000  | New Delhi                        | quatrième tour (huitième de finale) | Vladislav Tkachiev    | Gilberto Milos, Ievgueni Vladimirov                      |
| 2001  | Moscou                           | quatrième tour (huitième de finale) | Ruslan Ponomariov     | Nougzar Zeliakov, Krishnan Sasikiran, Mikhaïl Gourevitch |
| 2009  | Khanty-Mansiïsk (coupe du monde) | deuxième tour                       | Viktor Láznička       | Khaled Abdel Razik                                       |
| 2011  | Khanty-Mansiïsk (coupe du monde) | troisième tour                      | Aleksandr Grichtchouk | Stélios Chalkiás, Alexandr Fier                          |
| 2013  | Tromsø                           | quatrième tour (huitième de finale) | Evgueni Tomachevski   | Bator Sambuev, Rafael Leitão, Nikita Vitiougov           |

Morozevitch a participé cinq fois à la coupe du monde d'échecs organisée par la fédération internationale :
En 2000 et 2002 : il finit dernier de sa poule lors du tournoi préliminaire.
Morozevtich est absent de la coupe du monde en 2005, 2015 et 2017. En 2007, Morozevitch refuse de participer à la coupe du monde pour protester contre l'exemption dont bénéficie Veselin Topalov.

### Compétitions par équipe
Morozevitch a participé à sept olympiades avec la Russie de 1994 à 2008, remportant la médaille d'or par équipe en 1998, 2000 et 2002, la médaille d'argent par équipe en 2004 et la médaille de bronze par équipe en 1996. En 2000, Morozevitch remporta une médaille d'or comme  meilleur 2e échiquier à l'Olympiade d'échecs de 2000 (7,5/10 avec une performance de 2803)
Avec la Russie, il remporta le championnat du monde d'échecs par équipes en 2005 et 2010 et le championnat d'Europe d'échecs des nations en 2003 et 2007. En 2013, il fait partie de l'équipe de Russie qui termine troisième aux Championnats d'Europe d'Échecs par équipe à Varsovie.
En 2006, il remporte la coupe d'Europe des clubs d'échecs avec Tomsk.

### Tournois à l'aveugle à Monte-Carlo
Morozevich a remporté trois victoires au classement combiné (rapide et aveugle) du tournoi d'échecs Amber de Monaco (en 2002, 2004 et 2006) et  quatre fois le tournoi à l'aveugle (2002, 2004, 2006 et 2008)

## Style de jeu
Morozevitch est connu pour utiliser un répertoire d'ouvertures plutôt inhabituel, considéré comme « faible ».
Contre le gambit de la dame, il utilise par exemple la défense Tchigorine (1.d4 d5 2.c4 Cc6) ou le contre-gambit Albin (1.d4 d5 2.c4 e5), cette dernière étant une ouverture très rarement employée à haut niveau.
Il est également bien connu pour préférer des positions compliquées. En raison de son style, risqué et spectaculaire, qui produit relativement peu de parties nulles, Morozevitch est populaire parmi les fans d'échecs.

## Exemples de parties

### Morozevitch - Anand, 2005
|   | a | b | c | d | e | f | g | h |   |
| 8 | Tour noire sur case blanche c8 · Dame noire sur case noire d8 · Roi noir sur case blanche e8 · Fou noir sur case noire f8 · Tour noire sur case noire h8 · Pion noir sur case blanche b7 · Pion noir sur case blanche f7 · Pion noir sur case blanche a6 · Pion noir sur case blanche e6 · Pion noir sur case blanche g6 · Pion blanc sur case noire a5 · Pion noir sur case blanche d5 · Pion blanc sur case noire e5 · Cavalier blanc sur case noire d4 · Cavalier noir sur case blanche e4 · Pion blanc sur case noire f4 · Pion blanc sur case noire c3 · Fou blanc sur case noire e3 · Pion blanc sur case noire g3 · Pion noir sur case blanche h3 · Pion blanc sur case noire b2 · Fou blanc sur case blanche e2 · Tour blanche sur case noire f2 · Fou noir sur case blanche g2 · Pion blanc sur case noire h2 · Tour blanche sur case noire a1 · Dame blanche sur case blanche d1 · Roi blanc sur case noire g1 | Tour noire sur case blanche c8 · Dame noire sur case noire d8 · Roi noir sur case blanche e8 · Fou noir sur case noire f8 · Tour noire sur case noire h8 · Pion noir sur case blanche b7 · Pion noir sur case blanche f7 · Pion noir sur case blanche a6 · Pion noir sur case blanche e6 · Pion noir sur case blanche g6 · Pion blanc sur case noire a5 · Pion noir sur case blanche d5 · Pion blanc sur case noire e5 · Cavalier blanc sur case noire d4 · Cavalier noir sur case blanche e4 · Pion blanc sur case noire f4 · Pion blanc sur case noire c3 · Fou blanc sur case noire e3 · Pion blanc sur case noire g3 · Pion noir sur case blanche h3 · Pion blanc sur case noire b2 · Fou blanc sur case blanche e2 · Tour blanche sur case noire f2 · Fou noir sur case blanche g2 · Pion blanc sur case noire h2 · Tour blanche sur case noire a1 · Dame blanche sur case blanche d1 · Roi blanc sur case noire g1 | Tour noire sur case blanche c8 · Dame noire sur case noire d8 · Roi noir sur case blanche e8 · Fou noir sur case noire f8 · Tour noire sur case noire h8 · Pion noir sur case blanche b7 · Pion noir sur case blanche f7 · Pion noir sur case blanche a6 · Pion noir sur case blanche e6 · Pion noir sur case blanche g6 · Pion blanc sur case noire a5 · Pion noir sur case blanche d5 · Pion blanc sur case noire e5 · Cavalier blanc sur case noire d4 · Cavalier noir sur case blanche e4 · Pion blanc sur case noire f4 · Pion blanc sur case noire c3 · Fou blanc sur case noire e3 · Pion blanc sur case noire g3 · Pion noir sur case blanche h3 · Pion blanc sur case noire b2 · Fou blanc sur case blanche e2 · Tour blanche sur case noire f2 · Fou noir sur case blanche g2 · Pion blanc sur case noire h2 · Tour blanche sur case noire a1 · Dame blanche sur case blanche d1 · Roi blanc sur case noire g1 | Tour noire sur case blanche c8 · Dame noire sur case noire d8 · Roi noir sur case blanche e8 · Fou noir sur case noire f8 · Tour noire sur case noire h8 · Pion noir sur case blanche b7 · Pion noir sur case blanche f7 · Pion noir sur case blanche a6 · Pion noir sur case blanche e6 · Pion noir sur case blanche g6 · Pion blanc sur case noire a5 · Pion noir sur case blanche d5 · Pion blanc sur case noire e5 · Cavalier blanc sur case noire d4 · Cavalier noir sur case blanche e4 · Pion blanc sur case noire f4 · Pion blanc sur case noire c3 · Fou blanc sur case noire e3 · Pion blanc sur case noire g3 · Pion noir sur case blanche h3 · Pion blanc sur case noire b2 · Fou blanc sur case blanche e2 · Tour blanche sur case noire f2 · Fou noir sur case blanche g2 · Pion blanc sur case noire h2 · Tour blanche sur case noire a1 · Dame blanche sur case blanche d1 · Roi blanc sur case noire g1 | Tour noire sur case blanche c8 · Dame noire sur case noire d8 · Roi noir sur case blanche e8 · Fou noir sur case noire f8 · Tour noire sur case noire h8 · Pion noir sur case blanche b7 · Pion noir sur case blanche f7 · Pion noir sur case blanche a6 · Pion noir sur case blanche e6 · Pion noir sur case blanche g6 · Pion blanc sur case noire a5 · Pion noir sur case blanche d5 · Pion blanc sur case noire e5 · Cavalier blanc sur case noire d4 · Cavalier noir sur case blanche e4 · Pion blanc sur case noire f4 · Pion blanc sur case noire c3 · Fou blanc sur case noire e3 · Pion blanc sur case noire g3 · Pion noir sur case blanche h3 · Pion blanc sur case noire b2 · Fou blanc sur case blanche e2 · Tour blanche sur case noire f2 · Fou noir sur case blanche g2 · Pion blanc sur case noire h2 · Tour blanche sur case noire a1 · Dame blanche sur case blanche d1 · Roi blanc sur case noire g1 | Tour noire sur case blanche c8 · Dame noire sur case noire d8 · Roi noir sur case blanche e8 · Fou noir sur case noire f8 · Tour noire sur case noire h8 · Pion noir sur case blanche b7 · Pion noir sur case blanche f7 · Pion noir sur case blanche a6 · Pion noir sur case blanche e6 · Pion noir sur case blanche g6 · Pion blanc sur case noire a5 · Pion noir sur case blanche d5 · Pion blanc sur case noire e5 · Cavalier blanc sur case noire d4 · Cavalier noir sur case blanche e4 · Pion blanc sur case noire f4 · Pion blanc sur case noire c3 · Fou blanc sur case noire e3 · Pion blanc sur case noire g3 · Pion noir sur case blanche h3 · Pion blanc sur case noire b2 · Fou blanc sur case blanche e2 · Tour blanche sur case noire f2 · Fou noir sur case blanche g2 · Pion blanc sur case noire h2 · Tour blanche sur case noire a1 · Dame blanche sur case blanche d1 · Roi blanc sur case noire g1 | Tour noire sur case blanche c8 · Dame noire sur case noire d8 · Roi noir sur case blanche e8 · Fou noir sur case noire f8 · Tour noire sur case noire h8 · Pion noir sur case blanche b7 · Pion noir sur case blanche f7 · Pion noir sur case blanche a6 · Pion noir sur case blanche e6 · Pion noir sur case blanche g6 · Pion blanc sur case noire a5 · Pion noir sur case blanche d5 · Pion blanc sur case noire e5 · Cavalier blanc sur case noire d4 · Cavalier noir sur case blanche e4 · Pion blanc sur case noire f4 · Pion blanc sur case noire c3 · Fou blanc sur case noire e3 · Pion blanc sur case noire g3 · Pion noir sur case blanche h3 · Pion blanc sur case noire b2 · Fou blanc sur case blanche e2 · Tour blanche sur case noire f2 · Fou noir sur case blanche g2 · Pion blanc sur case noire h2 · Tour blanche sur case noire a1 · Dame blanche sur case blanche d1 · Roi blanc sur case noire g1 | Tour noire sur case blanche c8 · Dame noire sur case noire d8 · Roi noir sur case blanche e8 · Fou noir sur case noire f8 · Tour noire sur case noire h8 · Pion noir sur case blanche b7 · Pion noir sur case blanche f7 · Pion noir sur case blanche a6 · Pion noir sur case blanche e6 · Pion noir sur case blanche g6 · Pion blanc sur case noire a5 · Pion noir sur case blanche d5 · Pion blanc sur case noire e5 · Cavalier blanc sur case noire d4 · Cavalier noir sur case blanche e4 · Pion blanc sur case noire f4 · Pion blanc sur case noire c3 · Fou blanc sur case noire e3 · Pion blanc sur case noire g3 · Pion noir sur case blanche h3 · Pion blanc sur case noire b2 · Fou blanc sur case blanche e2 · Tour blanche sur case noire f2 · Fou noir sur case blanche g2 · Pion blanc sur case noire h2 · Tour blanche sur case noire a1 · Dame blanche sur case blanche d1 · Roi blanc sur case noire g1 | 8 |
| 7 | Tour noire sur case blanche c8 · Dame noire sur case noire d8 · Roi noir sur case blanche e8 · Fou noir sur case noire f8 · Tour noire sur case noire h8 · Pion noir sur case blanche b7 · Pion noir sur case blanche f7 · Pion noir sur case blanche a6 · Pion noir sur case blanche e6 · Pion noir sur case blanche g6 · Pion blanc sur case noire a5 · Pion noir sur case blanche d5 · Pion blanc sur case noire e5 · Cavalier blanc sur case noire d4 · Cavalier noir sur case blanche e4 · Pion blanc sur case noire f4 · Pion blanc sur case noire c3 · Fou blanc sur case noire e3 · Pion blanc sur case noire g3 · Pion noir sur case blanche h3 · Pion blanc sur case noire b2 · Fou blanc sur case blanche e2 · Tour blanche sur case noire f2 · Fou noir sur case blanche g2 · Pion blanc sur case noire h2 · Tour blanche sur case noire a1 · Dame blanche sur case blanche d1 · Roi blanc sur case noire g1 | Tour noire sur case blanche c8 · Dame noire sur case noire d8 · Roi noir sur case blanche e8 · Fou noir sur case noire f8 · Tour noire sur case noire h8 · Pion noir sur case blanche b7 · Pion noir sur case blanche f7 · Pion noir sur case blanche a6 · Pion noir sur case blanche e6 · Pion noir sur case blanche g6 · Pion blanc sur case noire a5 · Pion noir sur case blanche d5 · Pion blanc sur case noire e5 · Cavalier blanc sur case noire d4 · Cavalier noir sur case blanche e4 · Pion blanc sur case noire f4 · Pion blanc sur case noire c3 · Fou blanc sur case noire e3 · Pion blanc sur case noire g3 · Pion noir sur case blanche h3 · Pion blanc sur case noire b2 · Fou blanc sur case blanche e2 · Tour blanche sur case noire f2 · Fou noir sur case blanche g2 · Pion blanc sur case noire h2 · Tour blanche sur case noire a1 · Dame blanche sur case blanche d1 · Roi blanc sur case noire g1 | Tour noire sur case blanche c8 · Dame noire sur case noire d8 · Roi noir sur case blanche e8 · Fou noir sur case noire f8 · Tour noire sur case noire h8 · Pion noir sur case blanche b7 · Pion noir sur case blanche f7 · Pion noir sur case blanche a6 · Pion noir sur case blanche e6 · Pion noir sur case blanche g6 · Pion blanc sur case noire a5 · Pion noir sur case blanche d5 · Pion blanc sur case noire e5 · Cavalier blanc sur case noire d4 · Cavalier noir sur case blanche e4 · Pion blanc sur case noire f4 · Pion blanc sur case noire c3 · Fou blanc sur case noire e3 · Pion blanc sur case noire g3 · Pion noir sur case blanche h3 · Pion blanc sur case noire b2 · Fou blanc sur case blanche e2 · Tour blanche sur case noire f2 · Fou noir sur case blanche g2 · Pion blanc sur case noire h2 · Tour blanche sur case noire a1 · Dame blanche sur case blanche d1 · Roi blanc sur case noire g1 | Tour noire sur case blanche c8 · Dame noire sur case noire d8 · Roi noir sur case blanche e8 · Fou noir sur case noire f8 · Tour noire sur case noire h8 · Pion noir sur case blanche b7 · Pion noir sur case blanche f7 · Pion noir sur case blanche a6 · Pion noir sur case blanche e6 · Pion noir sur case blanche g6 · Pion blanc sur case noire a5 · Pion noir sur case blanche d5 · Pion blanc sur case noire e5 · Cavalier blanc sur case noire d4 · Cavalier noir sur case blanche e4 · Pion blanc sur case noire f4 · Pion blanc sur case noire c3 · Fou blanc sur case noire e3 · Pion blanc sur case noire g3 · Pion noir sur case blanche h3 · Pion blanc sur case noire b2 · Fou blanc sur case blanche e2 · Tour blanche sur case noire f2 · Fou noir sur case blanche g2 · Pion blanc sur case noire h2 · Tour blanche sur case noire a1 · Dame blanche sur case blanche d1 · Roi blanc sur case noire g1 | Tour noire sur case blanche c8 · Dame noire sur case noire d8 · Roi noir sur case blanche e8 · Fou noir sur case noire f8 · Tour noire sur case noire h8 · Pion noir sur case blanche b7 · Pion noir sur case blanche f7 · Pion noir sur case blanche a6 · Pion noir sur case blanche e6 · Pion noir sur case blanche g6 · Pion blanc sur case noire a5 · Pion noir sur case blanche d5 · Pion blanc sur case noire e5 · Cavalier blanc sur case noire d4 · Cavalier noir sur case blanche e4 · Pion blanc sur case noire f4 · Pion blanc sur case noire c3 · Fou blanc sur case noire e3 · Pion blanc sur case noire g3 · Pion noir sur case blanche h3 · Pion blanc sur case noire b2 · Fou blanc sur case blanche e2 · Tour blanche sur case noire f2 · Fou noir sur case blanche g2 · Pion blanc sur case noire h2 · Tour blanche sur case noire a1 · Dame blanche sur case blanche d1 · Roi blanc sur case noire g1 | Tour noire sur case blanche c8 · Dame noire sur case noire d8 · Roi noir sur case blanche e8 · Fou noir sur case noire f8 · Tour noire sur case noire h8 · Pion noir sur case blanche b7 · Pion noir sur case blanche f7 · Pion noir sur case blanche a6 · Pion noir sur case blanche e6 · Pion noir sur case blanche g6 · Pion blanc sur case noire a5 · Pion noir sur case blanche d5 · Pion blanc sur case noire e5 · Cavalier blanc sur case noire d4 · Cavalier noir sur case blanche e4 · Pion blanc sur case noire f4 · Pion blanc sur case noire c3 · Fou blanc sur case noire e3 · Pion blanc sur case noire g3 · Pion noir sur case blanche h3 · Pion blanc sur case noire b2 · Fou blanc sur case blanche e2 · Tour blanche sur case noire f2 · Fou noir sur case blanche g2 · Pion blanc sur case noire h2 · Tour blanche sur case noire a1 · Dame blanche sur case blanche d1 · Roi blanc sur case noire g1 | Tour noire sur case blanche c8 · Dame noire sur case noire d8 · Roi noir sur case blanche e8 · Fou noir sur case noire f8 · Tour noire sur case noire h8 · Pion noir sur case blanche b7 · Pion noir sur case blanche f7 · Pion noir sur case blanche a6 · Pion noir sur case blanche e6 · Pion noir sur case blanche g6 · Pion blanc sur case noire a5 · Pion noir sur case blanche d5 · Pion blanc sur case noire e5 · Cavalier blanc sur case noire d4 · Cavalier noir sur case blanche e4 · Pion blanc sur case noire f4 · Pion blanc sur case noire c3 · Fou blanc sur case noire e3 · Pion blanc sur case noire g3 · Pion noir sur case blanche h3 · Pion blanc sur case noire b2 · Fou blanc sur case blanche e2 · Tour blanche sur case noire f2 · Fou noir sur case blanche g2 · Pion blanc sur case noire h2 · Tour blanche sur case noire a1 · Dame blanche sur case blanche d1 · Roi blanc sur case noire g1 | Tour noire sur case blanche c8 · Dame noire sur case noire d8 · Roi noir sur case blanche e8 · Fou noir sur case noire f8 · Tour noire sur case noire h8 · Pion noir sur case blanche b7 · Pion noir sur case blanche f7 · Pion noir sur case blanche a6 · Pion noir sur case blanche e6 · Pion noir sur case blanche g6 · Pion blanc sur case noire a5 · Pion noir sur case blanche d5 · Pion blanc sur case noire e5 · Cavalier blanc sur case noire d4 · Cavalier noir sur case blanche e4 · Pion blanc sur case noire f4 · Pion blanc sur case noire c3 · Fou blanc sur case noire e3 · Pion blanc sur case noire g3 · Pion noir sur case blanche h3 · Pion blanc sur case noire b2 · Fou blanc sur case blanche e2 · Tour blanche sur case noire f2 · Fou noir sur case blanche g2 · Pion blanc sur case noire h2 · Tour blanche sur case noire a1 · Dame blanche sur case blanche d1 · Roi blanc sur case noire g1 | 7 |
| 6 | Tour noire sur case blanche c8 · Dame noire sur case noire d8 · Roi noir sur case blanche e8 · Fou noir sur case noire f8 · Tour noire sur case noire h8 · Pion noir sur case blanche b7 · Pion noir sur case blanche f7 · Pion noir sur case blanche a6 · Pion noir sur case blanche e6 · Pion noir sur case blanche g6 · Pion blanc sur case noire a5 · Pion noir sur case blanche d5 · Pion blanc sur case noire e5 · Cavalier blanc sur case noire d4 · Cavalier noir sur case blanche e4 · Pion blanc sur case noire f4 · Pion blanc sur case noire c3 · Fou blanc sur case noire e3 · Pion blanc sur case noire g3 · Pion noir sur case blanche h3 · Pion blanc sur case noire b2 · Fou blanc sur case blanche e2 · Tour blanche sur case noire f2 · Fou noir sur case blanche g2 · Pion blanc sur case noire h2 · Tour blanche sur case noire a1 · Dame blanche sur case blanche d1 · Roi blanc sur case noire g1 | Tour noire sur case blanche c8 · Dame noire sur case noire d8 · Roi noir sur case blanche e8 · Fou noir sur case noire f8 · Tour noire sur case noire h8 · Pion noir sur case blanche b7 · Pion noir sur case blanche f7 · Pion noir sur case blanche a6 · Pion noir sur case blanche e6 · Pion noir sur case blanche g6 · Pion blanc sur case noire a5 · Pion noir sur case blanche d5 · Pion blanc sur case noire e5 · Cavalier blanc sur case noire d4 · Cavalier noir sur case blanche e4 · Pion blanc sur case noire f4 · Pion blanc sur case noire c3 · Fou blanc sur case noire e3 · Pion blanc sur case noire g3 · Pion noir sur case blanche h3 · Pion blanc sur case noire b2 · Fou blanc sur case blanche e2 · Tour blanche sur case noire f2 · Fou noir sur case blanche g2 · Pion blanc sur case noire h2 · Tour blanche sur case noire a1 · Dame blanche sur case blanche d1 · Roi blanc sur case noire g1 | Tour noire sur case blanche c8 · Dame noire sur case noire d8 · Roi noir sur case blanche e8 · Fou noir sur case noire f8 · Tour noire sur case noire h8 · Pion noir sur case blanche b7 · Pion noir sur case blanche f7 · Pion noir sur case blanche a6 · Pion noir sur case blanche e6 · Pion noir sur case blanche g6 · Pion blanc sur case noire a5 · Pion noir sur case blanche d5 · Pion blanc sur case noire e5 · Cavalier blanc sur case noire d4 · Cavalier noir sur case blanche e4 · Pion blanc sur case noire f4 · Pion blanc sur case noire c3 · Fou blanc sur case noire e3 · Pion blanc sur case noire g3 · Pion noir sur case blanche h3 · Pion blanc sur case noire b2 · Fou blanc sur case blanche e2 · Tour blanche sur case noire f2 · Fou noir sur case blanche g2 · Pion blanc sur case noire h2 · Tour blanche sur case noire a1 · Dame blanche sur case blanche d1 · Roi blanc sur case noire g1 | Tour noire sur case blanche c8 · Dame noire sur case noire d8 · Roi noir sur case blanche e8 · Fou noir sur case noire f8 · Tour noire sur case noire h8 · Pion noir sur case blanche b7 · Pion noir sur case blanche f7 · Pion noir sur case blanche a6 · Pion noir sur case blanche e6 · Pion noir sur case blanche g6 · Pion blanc sur case noire a5 · Pion noir sur case blanche d5 · Pion blanc sur case noire e5 · Cavalier blanc sur case noire d4 · Cavalier noir sur case blanche e4 · Pion blanc sur case noire f4 · Pion blanc sur case noire c3 · Fou blanc sur case noire e3 · Pion blanc sur case noire g3 · Pion noir sur case blanche h3 · Pion blanc sur case noire b2 · Fou blanc sur case blanche e2 · Tour blanche sur case noire f2 · Fou noir sur case blanche g2 · Pion blanc sur case noire h2 · Tour blanche sur case noire a1 · Dame blanche sur case blanche d1 · Roi blanc sur case noire g1 | Tour noire sur case blanche c8 · Dame noire sur case noire d8 · Roi noir sur case blanche e8 · Fou noir sur case noire f8 · Tour noire sur case noire h8 · Pion noir sur case blanche b7 · Pion noir sur case blanche f7 · Pion noir sur case blanche a6 · Pion noir sur case blanche e6 · Pion noir sur case blanche g6 · Pion blanc sur case noire a5 · Pion noir sur case blanche d5 · Pion blanc sur case noire e5 · Cavalier blanc sur case noire d4 · Cavalier noir sur case blanche e4 · Pion blanc sur case noire f4 · Pion blanc sur case noire c3 · Fou blanc sur case noire e3 · Pion blanc sur case noire g3 · Pion noir sur case blanche h3 · Pion blanc sur case noire b2 · Fou blanc sur case blanche e2 · Tour blanche sur case noire f2 · Fou noir sur case blanche g2 · Pion blanc sur case noire h2 · Tour blanche sur case noire a1 · Dame blanche sur case blanche d1 · Roi blanc sur case noire g1 | Tour noire sur case blanche c8 · Dame noire sur case noire d8 · Roi noir sur case blanche e8 · Fou noir sur case noire f8 · Tour noire sur case noire h8 · Pion noir sur case blanche b7 · Pion noir sur case blanche f7 · Pion noir sur case blanche a6 · Pion noir sur case blanche e6 · Pion noir sur case blanche g6 · Pion blanc sur case noire a5 · Pion noir sur case blanche d5 · Pion blanc sur case noire e5 · Cavalier blanc sur case noire d4 · Cavalier noir sur case blanche e4 · Pion blanc sur case noire f4 · Pion blanc sur case noire c3 · Fou blanc sur case noire e3 · Pion blanc sur case noire g3 · Pion noir sur case blanche h3 · Pion blanc sur case noire b2 · Fou blanc sur case blanche e2 · Tour blanche sur case noire f2 · Fou noir sur case blanche g2 · Pion blanc sur case noire h2 · Tour blanche sur case noire a1 · Dame blanche sur case blanche d1 · Roi blanc sur case noire g1 | Tour noire sur case blanche c8 · Dame noire sur case noire d8 · Roi noir sur case blanche e8 · Fou noir sur case noire f8 · Tour noire sur case noire h8 · Pion noir sur case blanche b7 · Pion noir sur case blanche f7 · Pion noir sur case blanche a6 · Pion noir sur case blanche e6 · Pion noir sur case blanche g6 · Pion blanc sur case noire a5 · Pion noir sur case blanche d5 · Pion blanc sur case noire e5 · Cavalier blanc sur case noire d4 · Cavalier noir sur case blanche e4 · Pion blanc sur case noire f4 · Pion blanc sur case noire c3 · Fou blanc sur case noire e3 · Pion blanc sur case noire g3 · Pion noir sur case blanche h3 · Pion blanc sur case noire b2 · Fou blanc sur case blanche e2 · Tour blanche sur case noire f2 · Fou noir sur case blanche g2 · Pion blanc sur case noire h2 · Tour blanche sur case noire a1 · Dame blanche sur case blanche d1 · Roi blanc sur case noire g1 | Tour noire sur case blanche c8 · Dame noire sur case noire d8 · Roi noir sur case blanche e8 · Fou noir sur case noire f8 · Tour noire sur case noire h8 · Pion noir sur case blanche b7 · Pion noir sur case blanche f7 · Pion noir sur case blanche a6 · Pion noir sur case blanche e6 · Pion noir sur case blanche g6 · Pion blanc sur case noire a5 · Pion noir sur case blanche d5 · Pion blanc sur case noire e5 · Cavalier blanc sur case noire d4 · Cavalier noir sur case blanche e4 · Pion blanc sur case noire f4 · Pion blanc sur case noire c3 · Fou blanc sur case noire e3 · Pion blanc sur case noire g3 · Pion noir sur case blanche h3 · Pion blanc sur case noire b2 · Fou blanc sur case blanche e2 · Tour blanche sur case noire f2 · Fou noir sur case blanche g2 · Pion blanc sur case noire h2 · Tour blanche sur case noire a1 · Dame blanche sur case blanche d1 · Roi blanc sur case noire g1 | 6 |
| 5 | Tour noire sur case blanche c8 · Dame noire sur case noire d8 · Roi noir sur case blanche e8 · Fou noir sur case noire f8 · Tour noire sur case noire h8 · Pion noir sur case blanche b7 · Pion noir sur case blanche f7 · Pion noir sur case blanche a6 · Pion noir sur case blanche e6 · Pion noir sur case blanche g6 · Pion blanc sur case noire a5 · Pion noir sur case blanche d5 · Pion blanc sur case noire e5 · Cavalier blanc sur case noire d4 · Cavalier noir sur case blanche e4 · Pion blanc sur case noire f4 · Pion blanc sur case noire c3 · Fou blanc sur case noire e3 · Pion blanc sur case noire g3 · Pion noir sur case blanche h3 · Pion blanc sur case noire b2 · Fou blanc sur case blanche e2 · Tour blanche sur case noire f2 · Fou noir sur case blanche g2 · Pion blanc sur case noire h2 · Tour blanche sur case noire a1 · Dame blanche sur case blanche d1 · Roi blanc sur case noire g1 | Tour noire sur case blanche c8 · Dame noire sur case noire d8 · Roi noir sur case blanche e8 · Fou noir sur case noire f8 · Tour noire sur case noire h8 · Pion noir sur case blanche b7 · Pion noir sur case blanche f7 · Pion noir sur case blanche a6 · Pion noir sur case blanche e6 · Pion noir sur case blanche g6 · Pion blanc sur case noire a5 · Pion noir sur case blanche d5 · Pion blanc sur case noire e5 · Cavalier blanc sur case noire d4 · Cavalier noir sur case blanche e4 · Pion blanc sur case noire f4 · Pion blanc sur case noire c3 · Fou blanc sur case noire e3 · Pion blanc sur case noire g3 · Pion noir sur case blanche h3 · Pion blanc sur case noire b2 · Fou blanc sur case blanche e2 · Tour blanche sur case noire f2 · Fou noir sur case blanche g2 · Pion blanc sur case noire h2 · Tour blanche sur case noire a1 · Dame blanche sur case blanche d1 · Roi blanc sur case noire g1 | Tour noire sur case blanche c8 · Dame noire sur case noire d8 · Roi noir sur case blanche e8 · Fou noir sur case noire f8 · Tour noire sur case noire h8 · Pion noir sur case blanche b7 · Pion noir sur case blanche f7 · Pion noir sur case blanche a6 · Pion noir sur case blanche e6 · Pion noir sur case blanche g6 · Pion blanc sur case noire a5 · Pion noir sur case blanche d5 · Pion blanc sur case noire e5 · Cavalier blanc sur case noire d4 · Cavalier noir sur case blanche e4 · Pion blanc sur case noire f4 · Pion blanc sur case noire c3 · Fou blanc sur case noire e3 · Pion blanc sur case noire g3 · Pion noir sur case blanche h3 · Pion blanc sur case noire b2 · Fou blanc sur case blanche e2 · Tour blanche sur case noire f2 · Fou noir sur case blanche g2 · Pion blanc sur case noire h2 · Tour blanche sur case noire a1 · Dame blanche sur case blanche d1 · Roi blanc sur case noire g1 | Tour noire sur case blanche c8 · Dame noire sur case noire d8 · Roi noir sur case blanche e8 · Fou noir sur case noire f8 · Tour noire sur case noire h8 · Pion noir sur case blanche b7 · Pion noir sur case blanche f7 · Pion noir sur case blanche a6 · Pion noir sur case blanche e6 · Pion noir sur case blanche g6 · Pion blanc sur case noire a5 · Pion noir sur case blanche d5 · Pion blanc sur case noire e5 · Cavalier blanc sur case noire d4 · Cavalier noir sur case blanche e4 · Pion blanc sur case noire f4 · Pion blanc sur case noire c3 · Fou blanc sur case noire e3 · Pion blanc sur case noire g3 · Pion noir sur case blanche h3 · Pion blanc sur case noire b2 · Fou blanc sur case blanche e2 · Tour blanche sur case noire f2 · Fou noir sur case blanche g2 · Pion blanc sur case noire h2 · Tour blanche sur case noire a1 · Dame blanche sur case blanche d1 · Roi blanc sur case noire g1 | Tour noire sur case blanche c8 · Dame noire sur case noire d8 · Roi noir sur case blanche e8 · Fou noir sur case noire f8 · Tour noire sur case noire h8 · Pion noir sur case blanche b7 · Pion noir sur case blanche f7 · Pion noir sur case blanche a6 · Pion noir sur case blanche e6 · Pion noir sur case blanche g6 · Pion blanc sur case noire a5 · Pion noir sur case blanche d5 · Pion blanc sur case noire e5 · Cavalier blanc sur case noire d4 · Cavalier noir sur case blanche e4 · Pion blanc sur case noire f4 · Pion blanc sur case noire c3 · Fou blanc sur case noire e3 · Pion blanc sur case noire g3 · Pion noir sur case blanche h3 · Pion blanc sur case noire b2 · Fou blanc sur case blanche e2 · Tour blanche sur case noire f2 · Fou noir sur case blanche g2 · Pion blanc sur case noire h2 · Tour blanche sur case noire a1 · Dame blanche sur case blanche d1 · Roi blanc sur case noire g1 | Tour noire sur case blanche c8 · Dame noire sur case noire d8 · Roi noir sur case blanche e8 · Fou noir sur case noire f8 · Tour noire sur case noire h8 · Pion noir sur case blanche b7 · Pion noir sur case blanche f7 · Pion noir sur case blanche a6 · Pion noir sur case blanche e6 · Pion noir sur case blanche g6 · Pion blanc sur case noire a5 · Pion noir sur case blanche d5 · Pion blanc sur case noire e5 · Cavalier blanc sur case noire d4 · Cavalier noir sur case blanche e4 · Pion blanc sur case noire f4 · Pion blanc sur case noire c3 · Fou blanc sur case noire e3 · Pion blanc sur case noire g3 · Pion noir sur case blanche h3 · Pion blanc sur case noire b2 · Fou blanc sur case blanche e2 · Tour blanche sur case noire f2 · Fou noir sur case blanche g2 · Pion blanc sur case noire h2 · Tour blanche sur case noire a1 · Dame blanche sur case blanche d1 · Roi blanc sur case noire g1 | Tour noire sur case blanche c8 · Dame noire sur case noire d8 · Roi noir sur case blanche e8 · Fou noir sur case noire f8 · Tour noire sur case noire h8 · Pion noir sur case blanche b7 · Pion noir sur case blanche f7 · Pion noir sur case blanche a6 · Pion noir sur case blanche e6 · Pion noir sur case blanche g6 · Pion blanc sur case noire a5 · Pion noir sur case blanche d5 · Pion blanc sur case noire e5 · Cavalier blanc sur case noire d4 · Cavalier noir sur case blanche e4 · Pion blanc sur case noire f4 · Pion blanc sur case noire c3 · Fou blanc sur case noire e3 · Pion blanc sur case noire g3 · Pion noir sur case blanche h3 · Pion blanc sur case noire b2 · Fou blanc sur case blanche e2 · Tour blanche sur case noire f2 · Fou noir sur case blanche g2 · Pion blanc sur case noire h2 · Tour blanche sur case noire a1 · Dame blanche sur case blanche d1 · Roi blanc sur case noire g1 | Tour noire sur case blanche c8 · Dame noire sur case noire d8 · Roi noir sur case blanche e8 · Fou noir sur case noire f8 · Tour noire sur case noire h8 · Pion noir sur case blanche b7 · Pion noir sur case blanche f7 · Pion noir sur case blanche a6 · Pion noir sur case blanche e6 · Pion noir sur case blanche g6 · Pion blanc sur case noire a5 · Pion noir sur case blanche d5 · Pion blanc sur case noire e5 · Cavalier blanc sur case noire d4 · Cavalier noir sur case blanche e4 · Pion blanc sur case noire f4 · Pion blanc sur case noire c3 · Fou blanc sur case noire e3 · Pion blanc sur case noire g3 · Pion noir sur case blanche h3 · Pion blanc sur case noire b2 · Fou blanc sur case blanche e2 · Tour blanche sur case noire f2 · Fou noir sur case blanche g2 · Pion blanc sur case noire h2 · Tour blanche sur case noire a1 · Dame blanche sur case blanche d1 · Roi blanc sur case noire g1 | 5 |
| 4 | Tour noire sur case blanche c8 · Dame noire sur case noire d8 · Roi noir sur case blanche e8 · Fou noir sur case noire f8 · Tour noire sur case noire h8 · Pion noir sur case blanche b7 · Pion noir sur case blanche f7 · Pion noir sur case blanche a6 · Pion noir sur case blanche e6 · Pion noir sur case blanche g6 · Pion blanc sur case noire a5 · Pion noir sur case blanche d5 · Pion blanc sur case noire e5 · Cavalier blanc sur case noire d4 · Cavalier noir sur case blanche e4 · Pion blanc sur case noire f4 · Pion blanc sur case noire c3 · Fou blanc sur case noire e3 · Pion blanc sur case noire g3 · Pion noir sur case blanche h3 · Pion blanc sur case noire b2 · Fou blanc sur case blanche e2 · Tour blanche sur case noire f2 · Fou noir sur case blanche g2 · Pion blanc sur case noire h2 · Tour blanche sur case noire a1 · Dame blanche sur case blanche d1 · Roi blanc sur case noire g1 | Tour noire sur case blanche c8 · Dame noire sur case noire d8 · Roi noir sur case blanche e8 · Fou noir sur case noire f8 · Tour noire sur case noire h8 · Pion noir sur case blanche b7 · Pion noir sur case blanche f7 · Pion noir sur case blanche a6 · Pion noir sur case blanche e6 · Pion noir sur case blanche g6 · Pion blanc sur case noire a5 · Pion noir sur case blanche d5 · Pion blanc sur case noire e5 · Cavalier blanc sur case noire d4 · Cavalier noir sur case blanche e4 · Pion blanc sur case noire f4 · Pion blanc sur case noire c3 · Fou blanc sur case noire e3 · Pion blanc sur case noire g3 · Pion noir sur case blanche h3 · Pion blanc sur case noire b2 · Fou blanc sur case blanche e2 · Tour blanche sur case noire f2 · Fou noir sur case blanche g2 · Pion blanc sur case noire h2 · Tour blanche sur case noire a1 · Dame blanche sur case blanche d1 · Roi blanc sur case noire g1 | Tour noire sur case blanche c8 · Dame noire sur case noire d8 · Roi noir sur case blanche e8 · Fou noir sur case noire f8 · Tour noire sur case noire h8 · Pion noir sur case blanche b7 · Pion noir sur case blanche f7 · Pion noir sur case blanche a6 · Pion noir sur case blanche e6 · Pion noir sur case blanche g6 · Pion blanc sur case noire a5 · Pion noir sur case blanche d5 · Pion blanc sur case noire e5 · Cavalier blanc sur case noire d4 · Cavalier noir sur case blanche e4 · Pion blanc sur case noire f4 · Pion blanc sur case noire c3 · Fou blanc sur case noire e3 · Pion blanc sur case noire g3 · Pion noir sur case blanche h3 · Pion blanc sur case noire b2 · Fou blanc sur case blanche e2 · Tour blanche sur case noire f2 · Fou noir sur case blanche g2 · Pion blanc sur case noire h2 · Tour blanche sur case noire a1 · Dame blanche sur case blanche d1 · Roi blanc sur case noire g1 | Tour noire sur case blanche c8 · Dame noire sur case noire d8 · Roi noir sur case blanche e8 · Fou noir sur case noire f8 · Tour noire sur case noire h8 · Pion noir sur case blanche b7 · Pion noir sur case blanche f7 · Pion noir sur case blanche a6 · Pion noir sur case blanche e6 · Pion noir sur case blanche g6 · Pion blanc sur case noire a5 · Pion noir sur case blanche d5 · Pion blanc sur case noire e5 · Cavalier blanc sur case noire d4 · Cavalier noir sur case blanche e4 · Pion blanc sur case noire f4 · Pion blanc sur case noire c3 · Fou blanc sur case noire e3 · Pion blanc sur case noire g3 · Pion noir sur case blanche h3 · Pion blanc sur case noire b2 · Fou blanc sur case blanche e2 · Tour blanche sur case noire f2 · Fou noir sur case blanche g2 · Pion blanc sur case noire h2 · Tour blanche sur case noire a1 · Dame blanche sur case blanche d1 · Roi blanc sur case noire g1 | Tour noire sur case blanche c8 · Dame noire sur case noire d8 · Roi noir sur case blanche e8 · Fou noir sur case noire f8 · Tour noire sur case noire h8 · Pion noir sur case blanche b7 · Pion noir sur case blanche f7 · Pion noir sur case blanche a6 · Pion noir sur case blanche e6 · Pion noir sur case blanche g6 · Pion blanc sur case noire a5 · Pion noir sur case blanche d5 · Pion blanc sur case noire e5 · Cavalier blanc sur case noire d4 · Cavalier noir sur case blanche e4 · Pion blanc sur case noire f4 · Pion blanc sur case noire c3 · Fou blanc sur case noire e3 · Pion blanc sur case noire g3 · Pion noir sur case blanche h3 · Pion blanc sur case noire b2 · Fou blanc sur case blanche e2 · Tour blanche sur case noire f2 · Fou noir sur case blanche g2 · Pion blanc sur case noire h2 · Tour blanche sur case noire a1 · Dame blanche sur case blanche d1 · Roi blanc sur case noire g1 | Tour noire sur case blanche c8 · Dame noire sur case noire d8 · Roi noir sur case blanche e8 · Fou noir sur case noire f8 · Tour noire sur case noire h8 · Pion noir sur case blanche b7 · Pion noir sur case blanche f7 · Pion noir sur case blanche a6 · Pion noir sur case blanche e6 · Pion noir sur case blanche g6 · Pion blanc sur case noire a5 · Pion noir sur case blanche d5 · Pion blanc sur case noire e5 · Cavalier blanc sur case noire d4 · Cavalier noir sur case blanche e4 · Pion blanc sur case noire f4 · Pion blanc sur case noire c3 · Fou blanc sur case noire e3 · Pion blanc sur case noire g3 · Pion noir sur case blanche h3 · Pion blanc sur case noire b2 · Fou blanc sur case blanche e2 · Tour blanche sur case noire f2 · Fou noir sur case blanche g2 · Pion blanc sur case noire h2 · Tour blanche sur case noire a1 · Dame blanche sur case blanche d1 · Roi blanc sur case noire g1 | Tour noire sur case blanche c8 · Dame noire sur case noire d8 · Roi noir sur case blanche e8 · Fou noir sur case noire f8 · Tour noire sur case noire h8 · Pion noir sur case blanche b7 · Pion noir sur case blanche f7 · Pion noir sur case blanche a6 · Pion noir sur case blanche e6 · Pion noir sur case blanche g6 · Pion blanc sur case noire a5 · Pion noir sur case blanche d5 · Pion blanc sur case noire e5 · Cavalier blanc sur case noire d4 · Cavalier noir sur case blanche e4 · Pion blanc sur case noire f4 · Pion blanc sur case noire c3 · Fou blanc sur case noire e3 · Pion blanc sur case noire g3 · Pion noir sur case blanche h3 · Pion blanc sur case noire b2 · Fou blanc sur case blanche e2 · Tour blanche sur case noire f2 · Fou noir sur case blanche g2 · Pion blanc sur case noire h2 · Tour blanche sur case noire a1 · Dame blanche sur case blanche d1 · Roi blanc sur case noire g1 | Tour noire sur case blanche c8 · Dame noire sur case noire d8 · Roi noir sur case blanche e8 · Fou noir sur case noire f8 · Tour noire sur case noire h8 · Pion noir sur case blanche b7 · Pion noir sur case blanche f7 · Pion noir sur case blanche a6 · Pion noir sur case blanche e6 · Pion noir sur case blanche g6 · Pion blanc sur case noire a5 · Pion noir sur case blanche d5 · Pion blanc sur case noire e5 · Cavalier blanc sur case noire d4 · Cavalier noir sur case blanche e4 · Pion blanc sur case noire f4 · Pion blanc sur case noire c3 · Fou blanc sur case noire e3 · Pion blanc sur case noire g3 · Pion noir sur case blanche h3 · Pion blanc sur case noire b2 · Fou blanc sur case blanche e2 · Tour blanche sur case noire f2 · Fou noir sur case blanche g2 · Pion blanc sur case noire h2 · Tour blanche sur case noire a1 · Dame blanche sur case blanche d1 · Roi blanc sur case noire g1 | 4 |
| 3 | Tour noire sur case blanche c8 · Dame noire sur case noire d8 · Roi noir sur case blanche e8 · Fou noir sur case noire f8 · Tour noire sur case noire h8 · Pion noir sur case blanche b7 · Pion noir sur case blanche f7 · Pion noir sur case blanche a6 · Pion noir sur case blanche e6 · Pion noir sur case blanche g6 · Pion blanc sur case noire a5 · Pion noir sur case blanche d5 · Pion blanc sur case noire e5 · Cavalier blanc sur case noire d4 · Cavalier noir sur case blanche e4 · Pion blanc sur case noire f4 · Pion blanc sur case noire c3 · Fou blanc sur case noire e3 · Pion blanc sur case noire g3 · Pion noir sur case blanche h3 · Pion blanc sur case noire b2 · Fou blanc sur case blanche e2 · Tour blanche sur case noire f2 · Fou noir sur case blanche g2 · Pion blanc sur case noire h2 · Tour blanche sur case noire a1 · Dame blanche sur case blanche d1 · Roi blanc sur case noire g1 | Tour noire sur case blanche c8 · Dame noire sur case noire d8 · Roi noir sur case blanche e8 · Fou noir sur case noire f8 · Tour noire sur case noire h8 · Pion noir sur case blanche b7 · Pion noir sur case blanche f7 · Pion noir sur case blanche a6 · Pion noir sur case blanche e6 · Pion noir sur case blanche g6 · Pion blanc sur case noire a5 · Pion noir sur case blanche d5 · Pion blanc sur case noire e5 · Cavalier blanc sur case noire d4 · Cavalier noir sur case blanche e4 · Pion blanc sur case noire f4 · Pion blanc sur case noire c3 · Fou blanc sur case noire e3 · Pion blanc sur case noire g3 · Pion noir sur case blanche h3 · Pion blanc sur case noire b2 · Fou blanc sur case blanche e2 · Tour blanche sur case noire f2 · Fou noir sur case blanche g2 · Pion blanc sur case noire h2 · Tour blanche sur case noire a1 · Dame blanche sur case blanche d1 · Roi blanc sur case noire g1 | Tour noire sur case blanche c8 · Dame noire sur case noire d8 · Roi noir sur case blanche e8 · Fou noir sur case noire f8 · Tour noire sur case noire h8 · Pion noir sur case blanche b7 · Pion noir sur case blanche f7 · Pion noir sur case blanche a6 · Pion noir sur case blanche e6 · Pion noir sur case blanche g6 · Pion blanc sur case noire a5 · Pion noir sur case blanche d5 · Pion blanc sur case noire e5 · Cavalier blanc sur case noire d4 · Cavalier noir sur case blanche e4 · Pion blanc sur case noire f4 · Pion blanc sur case noire c3 · Fou blanc sur case noire e3 · Pion blanc sur case noire g3 · Pion noir sur case blanche h3 · Pion blanc sur case noire b2 · Fou blanc sur case blanche e2 · Tour blanche sur case noire f2 · Fou noir sur case blanche g2 · Pion blanc sur case noire h2 · Tour blanche sur case noire a1 · Dame blanche sur case blanche d1 · Roi blanc sur case noire g1 | Tour noire sur case blanche c8 · Dame noire sur case noire d8 · Roi noir sur case blanche e8 · Fou noir sur case noire f8 · Tour noire sur case noire h8 · Pion noir sur case blanche b7 · Pion noir sur case blanche f7 · Pion noir sur case blanche a6 · Pion noir sur case blanche e6 · Pion noir sur case blanche g6 · Pion blanc sur case noire a5 · Pion noir sur case blanche d5 · Pion blanc sur case noire e5 · Cavalier blanc sur case noire d4 · Cavalier noir sur case blanche e4 · Pion blanc sur case noire f4 · Pion blanc sur case noire c3 · Fou blanc sur case noire e3 · Pion blanc sur case noire g3 · Pion noir sur case blanche h3 · Pion blanc sur case noire b2 · Fou blanc sur case blanche e2 · Tour blanche sur case noire f2 · Fou noir sur case blanche g2 · Pion blanc sur case noire h2 · Tour blanche sur case noire a1 · Dame blanche sur case blanche d1 · Roi blanc sur case noire g1 | Tour noire sur case blanche c8 · Dame noire sur case noire d8 · Roi noir sur case blanche e8 · Fou noir sur case noire f8 · Tour noire sur case noire h8 · Pion noir sur case blanche b7 · Pion noir sur case blanche f7 · Pion noir sur case blanche a6 · Pion noir sur case blanche e6 · Pion noir sur case blanche g6 · Pion blanc sur case noire a5 · Pion noir sur case blanche d5 · Pion blanc sur case noire e5 · Cavalier blanc sur case noire d4 · Cavalier noir sur case blanche e4 · Pion blanc sur case noire f4 · Pion blanc sur case noire c3 · Fou blanc sur case noire e3 · Pion blanc sur case noire g3 · Pion noir sur case blanche h3 · Pion blanc sur case noire b2 · Fou blanc sur case blanche e2 · Tour blanche sur case noire f2 · Fou noir sur case blanche g2 · Pion blanc sur case noire h2 · Tour blanche sur case noire a1 · Dame blanche sur case blanche d1 · Roi blanc sur case noire g1 | Tour noire sur case blanche c8 · Dame noire sur case noire d8 · Roi noir sur case blanche e8 · Fou noir sur case noire f8 · Tour noire sur case noire h8 · Pion noir sur case blanche b7 · Pion noir sur case blanche f7 · Pion noir sur case blanche a6 · Pion noir sur case blanche e6 · Pion noir sur case blanche g6 · Pion blanc sur case noire a5 · Pion noir sur case blanche d5 · Pion blanc sur case noire e5 · Cavalier blanc sur case noire d4 · Cavalier noir sur case blanche e4 · Pion blanc sur case noire f4 · Pion blanc sur case noire c3 · Fou blanc sur case noire e3 · Pion blanc sur case noire g3 · Pion noir sur case blanche h3 · Pion blanc sur case noire b2 · Fou blanc sur case blanche e2 · Tour blanche sur case noire f2 · Fou noir sur case blanche g2 · Pion blanc sur case noire h2 · Tour blanche sur case noire a1 · Dame blanche sur case blanche d1 · Roi blanc sur case noire g1 | Tour noire sur case blanche c8 · Dame noire sur case noire d8 · Roi noir sur case blanche e8 · Fou noir sur case noire f8 · Tour noire sur case noire h8 · Pion noir sur case blanche b7 · Pion noir sur case blanche f7 · Pion noir sur case blanche a6 · Pion noir sur case blanche e6 · Pion noir sur case blanche g6 · Pion blanc sur case noire a5 · Pion noir sur case blanche d5 · Pion blanc sur case noire e5 · Cavalier blanc sur case noire d4 · Cavalier noir sur case blanche e4 · Pion blanc sur case noire f4 · Pion blanc sur case noire c3 · Fou blanc sur case noire e3 · Pion blanc sur case noire g3 · Pion noir sur case blanche h3 · Pion blanc sur case noire b2 · Fou blanc sur case blanche e2 · Tour blanche sur case noire f2 · Fou noir sur case blanche g2 · Pion blanc sur case noire h2 · Tour blanche sur case noire a1 · Dame blanche sur case blanche d1 · Roi blanc sur case noire g1 | Tour noire sur case blanche c8 · Dame noire sur case noire d8 · Roi noir sur case blanche e8 · Fou noir sur case noire f8 · Tour noire sur case noire h8 · Pion noir sur case blanche b7 · Pion noir sur case blanche f7 · Pion noir sur case blanche a6 · Pion noir sur case blanche e6 · Pion noir sur case blanche g6 · Pion blanc sur case noire a5 · Pion noir sur case blanche d5 · Pion blanc sur case noire e5 · Cavalier blanc sur case noire d4 · Cavalier noir sur case blanche e4 · Pion blanc sur case noire f4 · Pion blanc sur case noire c3 · Fou blanc sur case noire e3 · Pion blanc sur case noire g3 · Pion noir sur case blanche h3 · Pion blanc sur case noire b2 · Fou blanc sur case blanche e2 · Tour blanche sur case noire f2 · Fou noir sur case blanche g2 · Pion blanc sur case noire h2 · Tour blanche sur case noire a1 · Dame blanche sur case blanche d1 · Roi blanc sur case noire g1 | 3 |
| 2 | Tour noire sur case blanche c8 · Dame noire sur case noire d8 · Roi noir sur case blanche e8 · Fou noir sur case noire f8 · Tour noire sur case noire h8 · Pion noir sur case blanche b7 · Pion noir sur case blanche f7 · Pion noir sur case blanche a6 · Pion noir sur case blanche e6 · Pion noir sur case blanche g6 · Pion blanc sur case noire a5 · Pion noir sur case blanche d5 · Pion blanc sur case noire e5 · Cavalier blanc sur case noire d4 · Cavalier noir sur case blanche e4 · Pion blanc sur case noire f4 · Pion blanc sur case noire c3 · Fou blanc sur case noire e3 · Pion blanc sur case noire g3 · Pion noir sur case blanche h3 · Pion blanc sur case noire b2 · Fou blanc sur case blanche e2 · Tour blanche sur case noire f2 · Fou noir sur case blanche g2 · Pion blanc sur case noire h2 · Tour blanche sur case noire a1 · Dame blanche sur case blanche d1 · Roi blanc sur case noire g1 | Tour noire sur case blanche c8 · Dame noire sur case noire d8 · Roi noir sur case blanche e8 · Fou noir sur case noire f8 · Tour noire sur case noire h8 · Pion noir sur case blanche b7 · Pion noir sur case blanche f7 · Pion noir sur case blanche a6 · Pion noir sur case blanche e6 · Pion noir sur case blanche g6 · Pion blanc sur case noire a5 · Pion noir sur case blanche d5 · Pion blanc sur case noire e5 · Cavalier blanc sur case noire d4 · Cavalier noir sur case blanche e4 · Pion blanc sur case noire f4 · Pion blanc sur case noire c3 · Fou blanc sur case noire e3 · Pion blanc sur case noire g3 · Pion noir sur case blanche h3 · Pion blanc sur case noire b2 · Fou blanc sur case blanche e2 · Tour blanche sur case noire f2 · Fou noir sur case blanche g2 · Pion blanc sur case noire h2 · Tour blanche sur case noire a1 · Dame blanche sur case blanche d1 · Roi blanc sur case noire g1 | Tour noire sur case blanche c8 · Dame noire sur case noire d8 · Roi noir sur case blanche e8 · Fou noir sur case noire f8 · Tour noire sur case noire h8 · Pion noir sur case blanche b7 · Pion noir sur case blanche f7 · Pion noir sur case blanche a6 · Pion noir sur case blanche e6 · Pion noir sur case blanche g6 · Pion blanc sur case noire a5 · Pion noir sur case blanche d5 · Pion blanc sur case noire e5 · Cavalier blanc sur case noire d4 · Cavalier noir sur case blanche e4 · Pion blanc sur case noire f4 · Pion blanc sur case noire c3 · Fou blanc sur case noire e3 · Pion blanc sur case noire g3 · Pion noir sur case blanche h3 · Pion blanc sur case noire b2 · Fou blanc sur case blanche e2 · Tour blanche sur case noire f2 · Fou noir sur case blanche g2 · Pion blanc sur case noire h2 · Tour blanche sur case noire a1 · Dame blanche sur case blanche d1 · Roi blanc sur case noire g1 | Tour noire sur case blanche c8 · Dame noire sur case noire d8 · Roi noir sur case blanche e8 · Fou noir sur case noire f8 · Tour noire sur case noire h8 · Pion noir sur case blanche b7 · Pion noir sur case blanche f7 · Pion noir sur case blanche a6 · Pion noir sur case blanche e6 · Pion noir sur case blanche g6 · Pion blanc sur case noire a5 · Pion noir sur case blanche d5 · Pion blanc sur case noire e5 · Cavalier blanc sur case noire d4 · Cavalier noir sur case blanche e4 · Pion blanc sur case noire f4 · Pion blanc sur case noire c3 · Fou blanc sur case noire e3 · Pion blanc sur case noire g3 · Pion noir sur case blanche h3 · Pion blanc sur case noire b2 · Fou blanc sur case blanche e2 · Tour blanche sur case noire f2 · Fou noir sur case blanche g2 · Pion blanc sur case noire h2 · Tour blanche sur case noire a1 · Dame blanche sur case blanche d1 · Roi blanc sur case noire g1 | Tour noire sur case blanche c8 · Dame noire sur case noire d8 · Roi noir sur case blanche e8 · Fou noir sur case noire f8 · Tour noire sur case noire h8 · Pion noir sur case blanche b7 · Pion noir sur case blanche f7 · Pion noir sur case blanche a6 · Pion noir sur case blanche e6 · Pion noir sur case blanche g6 · Pion blanc sur case noire a5 · Pion noir sur case blanche d5 · Pion blanc sur case noire e5 · Cavalier blanc sur case noire d4 · Cavalier noir sur case blanche e4 · Pion blanc sur case noire f4 · Pion blanc sur case noire c3 · Fou blanc sur case noire e3 · Pion blanc sur case noire g3 · Pion noir sur case blanche h3 · Pion blanc sur case noire b2 · Fou blanc sur case blanche e2 · Tour blanche sur case noire f2 · Fou noir sur case blanche g2 · Pion blanc sur case noire h2 · Tour blanche sur case noire a1 · Dame blanche sur case blanche d1 · Roi blanc sur case noire g1 | Tour noire sur case blanche c8 · Dame noire sur case noire d8 · Roi noir sur case blanche e8 · Fou noir sur case noire f8 · Tour noire sur case noire h8 · Pion noir sur case blanche b7 · Pion noir sur case blanche f7 · Pion noir sur case blanche a6 · Pion noir sur case blanche e6 · Pion noir sur case blanche g6 · Pion blanc sur case noire a5 · Pion noir sur case blanche d5 · Pion blanc sur case noire e5 · Cavalier blanc sur case noire d4 · Cavalier noir sur case blanche e4 · Pion blanc sur case noire f4 · Pion blanc sur case noire c3 · Fou blanc sur case noire e3 · Pion blanc sur case noire g3 · Pion noir sur case blanche h3 · Pion blanc sur case noire b2 · Fou blanc sur case blanche e2 · Tour blanche sur case noire f2 · Fou noir sur case blanche g2 · Pion blanc sur case noire h2 · Tour blanche sur case noire a1 · Dame blanche sur case blanche d1 · Roi blanc sur case noire g1 | Tour noire sur case blanche c8 · Dame noire sur case noire d8 · Roi noir sur case blanche e8 · Fou noir sur case noire f8 · Tour noire sur case noire h8 · Pion noir sur case blanche b7 · Pion noir sur case blanche f7 · Pion noir sur case blanche a6 · Pion noir sur case blanche e6 · Pion noir sur case blanche g6 · Pion blanc sur case noire a5 · Pion noir sur case blanche d5 · Pion blanc sur case noire e5 · Cavalier blanc sur case noire d4 · Cavalier noir sur case blanche e4 · Pion blanc sur case noire f4 · Pion blanc sur case noire c3 · Fou blanc sur case noire e3 · Pion blanc sur case noire g3 · Pion noir sur case blanche h3 · Pion blanc sur case noire b2 · Fou blanc sur case blanche e2 · Tour blanche sur case noire f2 · Fou noir sur case blanche g2 · Pion blanc sur case noire h2 · Tour blanche sur case noire a1 · Dame blanche sur case blanche d1 · Roi blanc sur case noire g1 | Tour noire sur case blanche c8 · Dame noire sur case noire d8 · Roi noir sur case blanche e8 · Fou noir sur case noire f8 · Tour noire sur case noire h8 · Pion noir sur case blanche b7 · Pion noir sur case blanche f7 · Pion noir sur case blanche a6 · Pion noir sur case blanche e6 · Pion noir sur case blanche g6 · Pion blanc sur case noire a5 · Pion noir sur case blanche d5 · Pion blanc sur case noire e5 · Cavalier blanc sur case noire d4 · Cavalier noir sur case blanche e4 · Pion blanc sur case noire f4 · Pion blanc sur case noire c3 · Fou blanc sur case noire e3 · Pion blanc sur case noire g3 · Pion noir sur case blanche h3 · Pion blanc sur case noire b2 · Fou blanc sur case blanche e2 · Tour blanche sur case noire f2 · Fou noir sur case blanche g2 · Pion blanc sur case noire h2 · Tour blanche sur case noire a1 · Dame blanche sur case blanche d1 · Roi blanc sur case noire g1 | 2 |
| 1 | Tour noire sur case blanche c8 · Dame noire sur case noire d8 · Roi noir sur case blanche e8 · Fou noir sur case noire f8 · Tour noire sur case noire h8 · Pion noir sur case blanche b7 · Pion noir sur case blanche f7 · Pion noir sur case blanche a6 · Pion noir sur case blanche e6 · Pion noir sur case blanche g6 · Pion blanc sur case noire a5 · Pion noir sur case blanche d5 · Pion blanc sur case noire e5 · Cavalier blanc sur case noire d4 · Cavalier noir sur case blanche e4 · Pion blanc sur case noire f4 · Pion blanc sur case noire c3 · Fou blanc sur case noire e3 · Pion blanc sur case noire g3 · Pion noir sur case blanche h3 · Pion blanc sur case noire b2 · Fou blanc sur case blanche e2 · Tour blanche sur case noire f2 · Fou noir sur case blanche g2 · Pion blanc sur case noire h2 · Tour blanche sur case noire a1 · Dame blanche sur case blanche d1 · Roi blanc sur case noire g1 | Tour noire sur case blanche c8 · Dame noire sur case noire d8 · Roi noir sur case blanche e8 · Fou noir sur case noire f8 · Tour noire sur case noire h8 · Pion noir sur case blanche b7 · Pion noir sur case blanche f7 · Pion noir sur case blanche a6 · Pion noir sur case blanche e6 · Pion noir sur case blanche g6 · Pion blanc sur case noire a5 · Pion noir sur case blanche d5 · Pion blanc sur case noire e5 · Cavalier blanc sur case noire d4 · Cavalier noir sur case blanche e4 · Pion blanc sur case noire f4 · Pion blanc sur case noire c3 · Fou blanc sur case noire e3 · Pion blanc sur case noire g3 · Pion noir sur case blanche h3 · Pion blanc sur case noire b2 · Fou blanc sur case blanche e2 · Tour blanche sur case noire f2 · Fou noir sur case blanche g2 · Pion blanc sur case noire h2 · Tour blanche sur case noire a1 · Dame blanche sur case blanche d1 · Roi blanc sur case noire g1 | Tour noire sur case blanche c8 · Dame noire sur case noire d8 · Roi noir sur case blanche e8 · Fou noir sur case noire f8 · Tour noire sur case noire h8 · Pion noir sur case blanche b7 · Pion noir sur case blanche f7 · Pion noir sur case blanche a6 · Pion noir sur case blanche e6 · Pion noir sur case blanche g6 · Pion blanc sur case noire a5 · Pion noir sur case blanche d5 · Pion blanc sur case noire e5 · Cavalier blanc sur case noire d4 · Cavalier noir sur case blanche e4 · Pion blanc sur case noire f4 · Pion blanc sur case noire c3 · Fou blanc sur case noire e3 · Pion blanc sur case noire g3 · Pion noir sur case blanche h3 · Pion blanc sur case noire b2 · Fou blanc sur case blanche e2 · Tour blanche sur case noire f2 · Fou noir sur case blanche g2 · Pion blanc sur case noire h2 · Tour blanche sur case noire a1 · Dame blanche sur case blanche d1 · Roi blanc sur case noire g1 | Tour noire sur case blanche c8 · Dame noire sur case noire d8 · Roi noir sur case blanche e8 · Fou noir sur case noire f8 · Tour noire sur case noire h8 · Pion noir sur case blanche b7 · Pion noir sur case blanche f7 · Pion noir sur case blanche a6 · Pion noir sur case blanche e6 · Pion noir sur case blanche g6 · Pion blanc sur case noire a5 · Pion noir sur case blanche d5 · Pion blanc sur case noire e5 · Cavalier blanc sur case noire d4 · Cavalier noir sur case blanche e4 · Pion blanc sur case noire f4 · Pion blanc sur case noire c3 · Fou blanc sur case noire e3 · Pion blanc sur case noire g3 · Pion noir sur case blanche h3 · Pion blanc sur case noire b2 · Fou blanc sur case blanche e2 · Tour blanche sur case noire f2 · Fou noir sur case blanche g2 · Pion blanc sur case noire h2 · Tour blanche sur case noire a1 · Dame blanche sur case blanche d1 · Roi blanc sur case noire g1 | Tour noire sur case blanche c8 · Dame noire sur case noire d8 · Roi noir sur case blanche e8 · Fou noir sur case noire f8 · Tour noire sur case noire h8 · Pion noir sur case blanche b7 · Pion noir sur case blanche f7 · Pion noir sur case blanche a6 · Pion noir sur case blanche e6 · Pion noir sur case blanche g6 · Pion blanc sur case noire a5 · Pion noir sur case blanche d5 · Pion blanc sur case noire e5 · Cavalier blanc sur case noire d4 · Cavalier noir sur case blanche e4 · Pion blanc sur case noire f4 · Pion blanc sur case noire c3 · Fou blanc sur case noire e3 · Pion blanc sur case noire g3 · Pion noir sur case blanche h3 · Pion blanc sur case noire b2 · Fou blanc sur case blanche e2 · Tour blanche sur case noire f2 · Fou noir sur case blanche g2 · Pion blanc sur case noire h2 · Tour blanche sur case noire a1 · Dame blanche sur case blanche d1 · Roi blanc sur case noire g1 | Tour noire sur case blanche c8 · Dame noire sur case noire d8 · Roi noir sur case blanche e8 · Fou noir sur case noire f8 · Tour noire sur case noire h8 · Pion noir sur case blanche b7 · Pion noir sur case blanche f7 · Pion noir sur case blanche a6 · Pion noir sur case blanche e6 · Pion noir sur case blanche g6 · Pion blanc sur case noire a5 · Pion noir sur case blanche d5 · Pion blanc sur case noire e5 · Cavalier blanc sur case noire d4 · Cavalier noir sur case blanche e4 · Pion blanc sur case noire f4 · Pion blanc sur case noire c3 · Fou blanc sur case noire e3 · Pion blanc sur case noire g3 · Pion noir sur case blanche h3 · Pion blanc sur case noire b2 · Fou blanc sur case blanche e2 · Tour blanche sur case noire f2 · Fou noir sur case blanche g2 · Pion blanc sur case noire h2 · Tour blanche sur case noire a1 · Dame blanche sur case blanche d1 · Roi blanc sur case noire g1 | Tour noire sur case blanche c8 · Dame noire sur case noire d8 · Roi noir sur case blanche e8 · Fou noir sur case noire f8 · Tour noire sur case noire h8 · Pion noir sur case blanche b7 · Pion noir sur case blanche f7 · Pion noir sur case blanche a6 · Pion noir sur case blanche e6 · Pion noir sur case blanche g6 · Pion blanc sur case noire a5 · Pion noir sur case blanche d5 · Pion blanc sur case noire e5 · Cavalier blanc sur case noire d4 · Cavalier noir sur case blanche e4 · Pion blanc sur case noire f4 · Pion blanc sur case noire c3 · Fou blanc sur case noire e3 · Pion blanc sur case noire g3 · Pion noir sur case blanche h3 · Pion blanc sur case noire b2 · Fou blanc sur case blanche e2 · Tour blanche sur case noire f2 · Fou noir sur case blanche g2 · Pion blanc sur case noire h2 · Tour blanche sur case noire a1 · Dame blanche sur case blanche d1 · Roi blanc sur case noire g1 | Tour noire sur case blanche c8 · Dame noire sur case noire d8 · Roi noir sur case blanche e8 · Fou noir sur case noire f8 · Tour noire sur case noire h8 · Pion noir sur case blanche b7 · Pion noir sur case blanche f7 · Pion noir sur case blanche a6 · Pion noir sur case blanche e6 · Pion noir sur case blanche g6 · Pion blanc sur case noire a5 · Pion noir sur case blanche d5 · Pion blanc sur case noire e5 · Cavalier blanc sur case noire d4 · Cavalier noir sur case blanche e4 · Pion blanc sur case noire f4 · Pion blanc sur case noire c3 · Fou blanc sur case noire e3 · Pion blanc sur case noire g3 · Pion noir sur case blanche h3 · Pion blanc sur case noire b2 · Fou blanc sur case blanche e2 · Tour blanche sur case noire f2 · Fou noir sur case blanche g2 · Pion blanc sur case noire h2 · Tour blanche sur case noire a1 · Dame blanche sur case blanche d1 · Roi blanc sur case noire g1 | 1 |
|   | a | b | c | d | e | f | g | h |   |

Cette partie est la seule défaite de Viswanathan Anand au championnat du monde 2005 de San Luis (Argentine).
Aleksandr Morozevitch – Viswanathan Anand
Championnat du monde FIDE, San Luis, 5 octobre 2005, ronde 7
Défense Caro-Kann (code ECO : B12) :

1. e4 c6 2. d4 d5 3. e5 Ff5 4. Cf3 e6 5. Fe2 Ce7 6. Cbd2 h6 7. O-O Cd7 8.c3 a6 9. Cb3 Tc8 10. Ch4 Fh7 11. f4 c5 12. Fh5 Cf5 13. Cxf5 Fxf5 14. Fe3 g6 15. Fe2 h5 16. dxc5 Cxc5 17. Cd4 Fe4 18. a4 h4 19. a5 h3 20. g3 Fg2 21. Tf2 Ce4 (diagramme)
22. Txg2 hxg2 23. Rxg2 Fc5 24. Fd3 Dd7 25. Df3 Fxd4 26. Fxd4 f5 27. exf6 e5 28. Fxe4 Dh3+ 29. Rf2 Dxh2+ 30. Dg2 exd4 31. Fxg6+ Rf8 32. Te1 d3 33. Fxd3 Tc6 34. Te5 Td6 35. Rf3 Dxg2+ 36. Rxg2 Th6 37. g4 Thxf6 38. f5 Tf7 39. Rg3 b5 40. axb6 Txb6 41. g5 Td7 42. f6 d4 43. Fg6 Tb8 44. cxd4 Txd4 45. Te7 Tdb4 46. Tf7+ Rg8 47. Tg7+ Rh8 48. Ff7 Td4 49. Tg6 Td3+ 50. Rg4 1-0

### Grichtchouk - Morozevitch, 2012
|   | a | b | c | d | e | f | g | h |   |
| 8 | Tour noire sur case noire d8 · Roi noir sur case blanche g8 · Fou noir sur case noire g7 · Pion noir sur case noire f6 · Pion blanc sur case blanche g6 · Tour blanche sur case noire h6 · Pion noir sur case noire c5 · Dame noire sur case noire e5 · Pion noir sur case blanche a4 · Pion noir sur case noire b4 · Pion blanc sur case blanche e4 · Cavalier noir sur case noire f4 · Pion blanc sur case blanche d3 · Dame blanche sur case noire e3 · Pion blanc sur case blanche h3 · Pion blanc sur case noire b2 · Tour blanche sur case blanche g2 · Roi blanc sur case noire e1 | Tour noire sur case noire d8 · Roi noir sur case blanche g8 · Fou noir sur case noire g7 · Pion noir sur case noire f6 · Pion blanc sur case blanche g6 · Tour blanche sur case noire h6 · Pion noir sur case noire c5 · Dame noire sur case noire e5 · Pion noir sur case blanche a4 · Pion noir sur case noire b4 · Pion blanc sur case blanche e4 · Cavalier noir sur case noire f4 · Pion blanc sur case blanche d3 · Dame blanche sur case noire e3 · Pion blanc sur case blanche h3 · Pion blanc sur case noire b2 · Tour blanche sur case blanche g2 · Roi blanc sur case noire e1 | Tour noire sur case noire d8 · Roi noir sur case blanche g8 · Fou noir sur case noire g7 · Pion noir sur case noire f6 · Pion blanc sur case blanche g6 · Tour blanche sur case noire h6 · Pion noir sur case noire c5 · Dame noire sur case noire e5 · Pion noir sur case blanche a4 · Pion noir sur case noire b4 · Pion blanc sur case blanche e4 · Cavalier noir sur case noire f4 · Pion blanc sur case blanche d3 · Dame blanche sur case noire e3 · Pion blanc sur case blanche h3 · Pion blanc sur case noire b2 · Tour blanche sur case blanche g2 · Roi blanc sur case noire e1 | Tour noire sur case noire d8 · Roi noir sur case blanche g8 · Fou noir sur case noire g7 · Pion noir sur case noire f6 · Pion blanc sur case blanche g6 · Tour blanche sur case noire h6 · Pion noir sur case noire c5 · Dame noire sur case noire e5 · Pion noir sur case blanche a4 · Pion noir sur case noire b4 · Pion blanc sur case blanche e4 · Cavalier noir sur case noire f4 · Pion blanc sur case blanche d3 · Dame blanche sur case noire e3 · Pion blanc sur case blanche h3 · Pion blanc sur case noire b2 · Tour blanche sur case blanche g2 · Roi blanc sur case noire e1 | Tour noire sur case noire d8 · Roi noir sur case blanche g8 · Fou noir sur case noire g7 · Pion noir sur case noire f6 · Pion blanc sur case blanche g6 · Tour blanche sur case noire h6 · Pion noir sur case noire c5 · Dame noire sur case noire e5 · Pion noir sur case blanche a4 · Pion noir sur case noire b4 · Pion blanc sur case blanche e4 · Cavalier noir sur case noire f4 · Pion blanc sur case blanche d3 · Dame blanche sur case noire e3 · Pion blanc sur case blanche h3 · Pion blanc sur case noire b2 · Tour blanche sur case blanche g2 · Roi blanc sur case noire e1 | Tour noire sur case noire d8 · Roi noir sur case blanche g8 · Fou noir sur case noire g7 · Pion noir sur case noire f6 · Pion blanc sur case blanche g6 · Tour blanche sur case noire h6 · Pion noir sur case noire c5 · Dame noire sur case noire e5 · Pion noir sur case blanche a4 · Pion noir sur case noire b4 · Pion blanc sur case blanche e4 · Cavalier noir sur case noire f4 · Pion blanc sur case blanche d3 · Dame blanche sur case noire e3 · Pion blanc sur case blanche h3 · Pion blanc sur case noire b2 · Tour blanche sur case blanche g2 · Roi blanc sur case noire e1 | Tour noire sur case noire d8 · Roi noir sur case blanche g8 · Fou noir sur case noire g7 · Pion noir sur case noire f6 · Pion blanc sur case blanche g6 · Tour blanche sur case noire h6 · Pion noir sur case noire c5 · Dame noire sur case noire e5 · Pion noir sur case blanche a4 · Pion noir sur case noire b4 · Pion blanc sur case blanche e4 · Cavalier noir sur case noire f4 · Pion blanc sur case blanche d3 · Dame blanche sur case noire e3 · Pion blanc sur case blanche h3 · Pion blanc sur case noire b2 · Tour blanche sur case blanche g2 · Roi blanc sur case noire e1 | Tour noire sur case noire d8 · Roi noir sur case blanche g8 · Fou noir sur case noire g7 · Pion noir sur case noire f6 · Pion blanc sur case blanche g6 · Tour blanche sur case noire h6 · Pion noir sur case noire c5 · Dame noire sur case noire e5 · Pion noir sur case blanche a4 · Pion noir sur case noire b4 · Pion blanc sur case blanche e4 · Cavalier noir sur case noire f4 · Pion blanc sur case blanche d3 · Dame blanche sur case noire e3 · Pion blanc sur case blanche h3 · Pion blanc sur case noire b2 · Tour blanche sur case blanche g2 · Roi blanc sur case noire e1 | 8 |
| 7 | Tour noire sur case noire d8 · Roi noir sur case blanche g8 · Fou noir sur case noire g7 · Pion noir sur case noire f6 · Pion blanc sur case blanche g6 · Tour blanche sur case noire h6 · Pion noir sur case noire c5 · Dame noire sur case noire e5 · Pion noir sur case blanche a4 · Pion noir sur case noire b4 · Pion blanc sur case blanche e4 · Cavalier noir sur case noire f4 · Pion blanc sur case blanche d3 · Dame blanche sur case noire e3 · Pion blanc sur case blanche h3 · Pion blanc sur case noire b2 · Tour blanche sur case blanche g2 · Roi blanc sur case noire e1 | Tour noire sur case noire d8 · Roi noir sur case blanche g8 · Fou noir sur case noire g7 · Pion noir sur case noire f6 · Pion blanc sur case blanche g6 · Tour blanche sur case noire h6 · Pion noir sur case noire c5 · Dame noire sur case noire e5 · Pion noir sur case blanche a4 · Pion noir sur case noire b4 · Pion blanc sur case blanche e4 · Cavalier noir sur case noire f4 · Pion blanc sur case blanche d3 · Dame blanche sur case noire e3 · Pion blanc sur case blanche h3 · Pion blanc sur case noire b2 · Tour blanche sur case blanche g2 · Roi blanc sur case noire e1 | Tour noire sur case noire d8 · Roi noir sur case blanche g8 · Fou noir sur case noire g7 · Pion noir sur case noire f6 · Pion blanc sur case blanche g6 · Tour blanche sur case noire h6 · Pion noir sur case noire c5 · Dame noire sur case noire e5 · Pion noir sur case blanche a4 · Pion noir sur case noire b4 · Pion blanc sur case blanche e4 · Cavalier noir sur case noire f4 · Pion blanc sur case blanche d3 · Dame blanche sur case noire e3 · Pion blanc sur case blanche h3 · Pion blanc sur case noire b2 · Tour blanche sur case blanche g2 · Roi blanc sur case noire e1 | Tour noire sur case noire d8 · Roi noir sur case blanche g8 · Fou noir sur case noire g7 · Pion noir sur case noire f6 · Pion blanc sur case blanche g6 · Tour blanche sur case noire h6 · Pion noir sur case noire c5 · Dame noire sur case noire e5 · Pion noir sur case blanche a4 · Pion noir sur case noire b4 · Pion blanc sur case blanche e4 · Cavalier noir sur case noire f4 · Pion blanc sur case blanche d3 · Dame blanche sur case noire e3 · Pion blanc sur case blanche h3 · Pion blanc sur case noire b2 · Tour blanche sur case blanche g2 · Roi blanc sur case noire e1 | Tour noire sur case noire d8 · Roi noir sur case blanche g8 · Fou noir sur case noire g7 · Pion noir sur case noire f6 · Pion blanc sur case blanche g6 · Tour blanche sur case noire h6 · Pion noir sur case noire c5 · Dame noire sur case noire e5 · Pion noir sur case blanche a4 · Pion noir sur case noire b4 · Pion blanc sur case blanche e4 · Cavalier noir sur case noire f4 · Pion blanc sur case blanche d3 · Dame blanche sur case noire e3 · Pion blanc sur case blanche h3 · Pion blanc sur case noire b2 · Tour blanche sur case blanche g2 · Roi blanc sur case noire e1 | Tour noire sur case noire d8 · Roi noir sur case blanche g8 · Fou noir sur case noire g7 · Pion noir sur case noire f6 · Pion blanc sur case blanche g6 · Tour blanche sur case noire h6 · Pion noir sur case noire c5 · Dame noire sur case noire e5 · Pion noir sur case blanche a4 · Pion noir sur case noire b4 · Pion blanc sur case blanche e4 · Cavalier noir sur case noire f4 · Pion blanc sur case blanche d3 · Dame blanche sur case noire e3 · Pion blanc sur case blanche h3 · Pion blanc sur case noire b2 · Tour blanche sur case blanche g2 · Roi blanc sur case noire e1 | Tour noire sur case noire d8 · Roi noir sur case blanche g8 · Fou noir sur case noire g7 · Pion noir sur case noire f6 · Pion blanc sur case blanche g6 · Tour blanche sur case noire h6 · Pion noir sur case noire c5 · Dame noire sur case noire e5 · Pion noir sur case blanche a4 · Pion noir sur case noire b4 · Pion blanc sur case blanche e4 · Cavalier noir sur case noire f4 · Pion blanc sur case blanche d3 · Dame blanche sur case noire e3 · Pion blanc sur case blanche h3 · Pion blanc sur case noire b2 · Tour blanche sur case blanche g2 · Roi blanc sur case noire e1 | Tour noire sur case noire d8 · Roi noir sur case blanche g8 · Fou noir sur case noire g7 · Pion noir sur case noire f6 · Pion blanc sur case blanche g6 · Tour blanche sur case noire h6 · Pion noir sur case noire c5 · Dame noire sur case noire e5 · Pion noir sur case blanche a4 · Pion noir sur case noire b4 · Pion blanc sur case blanche e4 · Cavalier noir sur case noire f4 · Pion blanc sur case blanche d3 · Dame blanche sur case noire e3 · Pion blanc sur case blanche h3 · Pion blanc sur case noire b2 · Tour blanche sur case blanche g2 · Roi blanc sur case noire e1 | 7 |
| 6 | Tour noire sur case noire d8 · Roi noir sur case blanche g8 · Fou noir sur case noire g7 · Pion noir sur case noire f6 · Pion blanc sur case blanche g6 · Tour blanche sur case noire h6 · Pion noir sur case noire c5 · Dame noire sur case noire e5 · Pion noir sur case blanche a4 · Pion noir sur case noire b4 · Pion blanc sur case blanche e4 · Cavalier noir sur case noire f4 · Pion blanc sur case blanche d3 · Dame blanche sur case noire e3 · Pion blanc sur case blanche h3 · Pion blanc sur case noire b2 · Tour blanche sur case blanche g2 · Roi blanc sur case noire e1 | Tour noire sur case noire d8 · Roi noir sur case blanche g8 · Fou noir sur case noire g7 · Pion noir sur case noire f6 · Pion blanc sur case blanche g6 · Tour blanche sur case noire h6 · Pion noir sur case noire c5 · Dame noire sur case noire e5 · Pion noir sur case blanche a4 · Pion noir sur case noire b4 · Pion blanc sur case blanche e4 · Cavalier noir sur case noire f4 · Pion blanc sur case blanche d3 · Dame blanche sur case noire e3 · Pion blanc sur case blanche h3 · Pion blanc sur case noire b2 · Tour blanche sur case blanche g2 · Roi blanc sur case noire e1 | Tour noire sur case noire d8 · Roi noir sur case blanche g8 · Fou noir sur case noire g7 · Pion noir sur case noire f6 · Pion blanc sur case blanche g6 · Tour blanche sur case noire h6 · Pion noir sur case noire c5 · Dame noire sur case noire e5 · Pion noir sur case blanche a4 · Pion noir sur case noire b4 · Pion blanc sur case blanche e4 · Cavalier noir sur case noire f4 · Pion blanc sur case blanche d3 · Dame blanche sur case noire e3 · Pion blanc sur case blanche h3 · Pion blanc sur case noire b2 · Tour blanche sur case blanche g2 · Roi blanc sur case noire e1 | Tour noire sur case noire d8 · Roi noir sur case blanche g8 · Fou noir sur case noire g7 · Pion noir sur case noire f6 · Pion blanc sur case blanche g6 · Tour blanche sur case noire h6 · Pion noir sur case noire c5 · Dame noire sur case noire e5 · Pion noir sur case blanche a4 · Pion noir sur case noire b4 · Pion blanc sur case blanche e4 · Cavalier noir sur case noire f4 · Pion blanc sur case blanche d3 · Dame blanche sur case noire e3 · Pion blanc sur case blanche h3 · Pion blanc sur case noire b2 · Tour blanche sur case blanche g2 · Roi blanc sur case noire e1 | Tour noire sur case noire d8 · Roi noir sur case blanche g8 · Fou noir sur case noire g7 · Pion noir sur case noire f6 · Pion blanc sur case blanche g6 · Tour blanche sur case noire h6 · Pion noir sur case noire c5 · Dame noire sur case noire e5 · Pion noir sur case blanche a4 · Pion noir sur case noire b4 · Pion blanc sur case blanche e4 · Cavalier noir sur case noire f4 · Pion blanc sur case blanche d3 · Dame blanche sur case noire e3 · Pion blanc sur case blanche h3 · Pion blanc sur case noire b2 · Tour blanche sur case blanche g2 · Roi blanc sur case noire e1 | Tour noire sur case noire d8 · Roi noir sur case blanche g8 · Fou noir sur case noire g7 · Pion noir sur case noire f6 · Pion blanc sur case blanche g6 · Tour blanche sur case noire h6 · Pion noir sur case noire c5 · Dame noire sur case noire e5 · Pion noir sur case blanche a4 · Pion noir sur case noire b4 · Pion blanc sur case blanche e4 · Cavalier noir sur case noire f4 · Pion blanc sur case blanche d3 · Dame blanche sur case noire e3 · Pion blanc sur case blanche h3 · Pion blanc sur case noire b2 · Tour blanche sur case blanche g2 · Roi blanc sur case noire e1 | Tour noire sur case noire d8 · Roi noir sur case blanche g8 · Fou noir sur case noire g7 · Pion noir sur case noire f6 · Pion blanc sur case blanche g6 · Tour blanche sur case noire h6 · Pion noir sur case noire c5 · Dame noire sur case noire e5 · Pion noir sur case blanche a4 · Pion noir sur case noire b4 · Pion blanc sur case blanche e4 · Cavalier noir sur case noire f4 · Pion blanc sur case blanche d3 · Dame blanche sur case noire e3 · Pion blanc sur case blanche h3 · Pion blanc sur case noire b2 · Tour blanche sur case blanche g2 · Roi blanc sur case noire e1 | Tour noire sur case noire d8 · Roi noir sur case blanche g8 · Fou noir sur case noire g7 · Pion noir sur case noire f6 · Pion blanc sur case blanche g6 · Tour blanche sur case noire h6 · Pion noir sur case noire c5 · Dame noire sur case noire e5 · Pion noir sur case blanche a4 · Pion noir sur case noire b4 · Pion blanc sur case blanche e4 · Cavalier noir sur case noire f4 · Pion blanc sur case blanche d3 · Dame blanche sur case noire e3 · Pion blanc sur case blanche h3 · Pion blanc sur case noire b2 · Tour blanche sur case blanche g2 · Roi blanc sur case noire e1 | 6 |
| 5 | Tour noire sur case noire d8 · Roi noir sur case blanche g8 · Fou noir sur case noire g7 · Pion noir sur case noire f6 · Pion blanc sur case blanche g6 · Tour blanche sur case noire h6 · Pion noir sur case noire c5 · Dame noire sur case noire e5 · Pion noir sur case blanche a4 · Pion noir sur case noire b4 · Pion blanc sur case blanche e4 · Cavalier noir sur case noire f4 · Pion blanc sur case blanche d3 · Dame blanche sur case noire e3 · Pion blanc sur case blanche h3 · Pion blanc sur case noire b2 · Tour blanche sur case blanche g2 · Roi blanc sur case noire e1 | Tour noire sur case noire d8 · Roi noir sur case blanche g8 · Fou noir sur case noire g7 · Pion noir sur case noire f6 · Pion blanc sur case blanche g6 · Tour blanche sur case noire h6 · Pion noir sur case noire c5 · Dame noire sur case noire e5 · Pion noir sur case blanche a4 · Pion noir sur case noire b4 · Pion blanc sur case blanche e4 · Cavalier noir sur case noire f4 · Pion blanc sur case blanche d3 · Dame blanche sur case noire e3 · Pion blanc sur case blanche h3 · Pion blanc sur case noire b2 · Tour blanche sur case blanche g2 · Roi blanc sur case noire e1 | Tour noire sur case noire d8 · Roi noir sur case blanche g8 · Fou noir sur case noire g7 · Pion noir sur case noire f6 · Pion blanc sur case blanche g6 · Tour blanche sur case noire h6 · Pion noir sur case noire c5 · Dame noire sur case noire e5 · Pion noir sur case blanche a4 · Pion noir sur case noire b4 · Pion blanc sur case blanche e4 · Cavalier noir sur case noire f4 · Pion blanc sur case blanche d3 · Dame blanche sur case noire e3 · Pion blanc sur case blanche h3 · Pion blanc sur case noire b2 · Tour blanche sur case blanche g2 · Roi blanc sur case noire e1 | Tour noire sur case noire d8 · Roi noir sur case blanche g8 · Fou noir sur case noire g7 · Pion noir sur case noire f6 · Pion blanc sur case blanche g6 · Tour blanche sur case noire h6 · Pion noir sur case noire c5 · Dame noire sur case noire e5 · Pion noir sur case blanche a4 · Pion noir sur case noire b4 · Pion blanc sur case blanche e4 · Cavalier noir sur case noire f4 · Pion blanc sur case blanche d3 · Dame blanche sur case noire e3 · Pion blanc sur case blanche h3 · Pion blanc sur case noire b2 · Tour blanche sur case blanche g2 · Roi blanc sur case noire e1 | Tour noire sur case noire d8 · Roi noir sur case blanche g8 · Fou noir sur case noire g7 · Pion noir sur case noire f6 · Pion blanc sur case blanche g6 · Tour blanche sur case noire h6 · Pion noir sur case noire c5 · Dame noire sur case noire e5 · Pion noir sur case blanche a4 · Pion noir sur case noire b4 · Pion blanc sur case blanche e4 · Cavalier noir sur case noire f4 · Pion blanc sur case blanche d3 · Dame blanche sur case noire e3 · Pion blanc sur case blanche h3 · Pion blanc sur case noire b2 · Tour blanche sur case blanche g2 · Roi blanc sur case noire e1 | Tour noire sur case noire d8 · Roi noir sur case blanche g8 · Fou noir sur case noire g7 · Pion noir sur case noire f6 · Pion blanc sur case blanche g6 · Tour blanche sur case noire h6 · Pion noir sur case noire c5 · Dame noire sur case noire e5 · Pion noir sur case blanche a4 · Pion noir sur case noire b4 · Pion blanc sur case blanche e4 · Cavalier noir sur case noire f4 · Pion blanc sur case blanche d3 · Dame blanche sur case noire e3 · Pion blanc sur case blanche h3 · Pion blanc sur case noire b2 · Tour blanche sur case blanche g2 · Roi blanc sur case noire e1 | Tour noire sur case noire d8 · Roi noir sur case blanche g8 · Fou noir sur case noire g7 · Pion noir sur case noire f6 · Pion blanc sur case blanche g6 · Tour blanche sur case noire h6 · Pion noir sur case noire c5 · Dame noire sur case noire e5 · Pion noir sur case blanche a4 · Pion noir sur case noire b4 · Pion blanc sur case blanche e4 · Cavalier noir sur case noire f4 · Pion blanc sur case blanche d3 · Dame blanche sur case noire e3 · Pion blanc sur case blanche h3 · Pion blanc sur case noire b2 · Tour blanche sur case blanche g2 · Roi blanc sur case noire e1 | Tour noire sur case noire d8 · Roi noir sur case blanche g8 · Fou noir sur case noire g7 · Pion noir sur case noire f6 · Pion blanc sur case blanche g6 · Tour blanche sur case noire h6 · Pion noir sur case noire c5 · Dame noire sur case noire e5 · Pion noir sur case blanche a4 · Pion noir sur case noire b4 · Pion blanc sur case blanche e4 · Cavalier noir sur case noire f4 · Pion blanc sur case blanche d3 · Dame blanche sur case noire e3 · Pion blanc sur case blanche h3 · Pion blanc sur case noire b2 · Tour blanche sur case blanche g2 · Roi blanc sur case noire e1 | 5 |
| 4 | Tour noire sur case noire d8 · Roi noir sur case blanche g8 · Fou noir sur case noire g7 · Pion noir sur case noire f6 · Pion blanc sur case blanche g6 · Tour blanche sur case noire h6 · Pion noir sur case noire c5 · Dame noire sur case noire e5 · Pion noir sur case blanche a4 · Pion noir sur case noire b4 · Pion blanc sur case blanche e4 · Cavalier noir sur case noire f4 · Pion blanc sur case blanche d3 · Dame blanche sur case noire e3 · Pion blanc sur case blanche h3 · Pion blanc sur case noire b2 · Tour blanche sur case blanche g2 · Roi blanc sur case noire e1 | Tour noire sur case noire d8 · Roi noir sur case blanche g8 · Fou noir sur case noire g7 · Pion noir sur case noire f6 · Pion blanc sur case blanche g6 · Tour blanche sur case noire h6 · Pion noir sur case noire c5 · Dame noire sur case noire e5 · Pion noir sur case blanche a4 · Pion noir sur case noire b4 · Pion blanc sur case blanche e4 · Cavalier noir sur case noire f4 · Pion blanc sur case blanche d3 · Dame blanche sur case noire e3 · Pion blanc sur case blanche h3 · Pion blanc sur case noire b2 · Tour blanche sur case blanche g2 · Roi blanc sur case noire e1 | Tour noire sur case noire d8 · Roi noir sur case blanche g8 · Fou noir sur case noire g7 · Pion noir sur case noire f6 · Pion blanc sur case blanche g6 · Tour blanche sur case noire h6 · Pion noir sur case noire c5 · Dame noire sur case noire e5 · Pion noir sur case blanche a4 · Pion noir sur case noire b4 · Pion blanc sur case blanche e4 · Cavalier noir sur case noire f4 · Pion blanc sur case blanche d3 · Dame blanche sur case noire e3 · Pion blanc sur case blanche h3 · Pion blanc sur case noire b2 · Tour blanche sur case blanche g2 · Roi blanc sur case noire e1 | Tour noire sur case noire d8 · Roi noir sur case blanche g8 · Fou noir sur case noire g7 · Pion noir sur case noire f6 · Pion blanc sur case blanche g6 · Tour blanche sur case noire h6 · Pion noir sur case noire c5 · Dame noire sur case noire e5 · Pion noir sur case blanche a4 · Pion noir sur case noire b4 · Pion blanc sur case blanche e4 · Cavalier noir sur case noire f4 · Pion blanc sur case blanche d3 · Dame blanche sur case noire e3 · Pion blanc sur case blanche h3 · Pion blanc sur case noire b2 · Tour blanche sur case blanche g2 · Roi blanc sur case noire e1 | Tour noire sur case noire d8 · Roi noir sur case blanche g8 · Fou noir sur case noire g7 · Pion noir sur case noire f6 · Pion blanc sur case blanche g6 · Tour blanche sur case noire h6 · Pion noir sur case noire c5 · Dame noire sur case noire e5 · Pion noir sur case blanche a4 · Pion noir sur case noire b4 · Pion blanc sur case blanche e4 · Cavalier noir sur case noire f4 · Pion blanc sur case blanche d3 · Dame blanche sur case noire e3 · Pion blanc sur case blanche h3 · Pion blanc sur case noire b2 · Tour blanche sur case blanche g2 · Roi blanc sur case noire e1 | Tour noire sur case noire d8 · Roi noir sur case blanche g8 · Fou noir sur case noire g7 · Pion noir sur case noire f6 · Pion blanc sur case blanche g6 · Tour blanche sur case noire h6 · Pion noir sur case noire c5 · Dame noire sur case noire e5 · Pion noir sur case blanche a4 · Pion noir sur case noire b4 · Pion blanc sur case blanche e4 · Cavalier noir sur case noire f4 · Pion blanc sur case blanche d3 · Dame blanche sur case noire e3 · Pion blanc sur case blanche h3 · Pion blanc sur case noire b2 · Tour blanche sur case blanche g2 · Roi blanc sur case noire e1 | Tour noire sur case noire d8 · Roi noir sur case blanche g8 · Fou noir sur case noire g7 · Pion noir sur case noire f6 · Pion blanc sur case blanche g6 · Tour blanche sur case noire h6 · Pion noir sur case noire c5 · Dame noire sur case noire e5 · Pion noir sur case blanche a4 · Pion noir sur case noire b4 · Pion blanc sur case blanche e4 · Cavalier noir sur case noire f4 · Pion blanc sur case blanche d3 · Dame blanche sur case noire e3 · Pion blanc sur case blanche h3 · Pion blanc sur case noire b2 · Tour blanche sur case blanche g2 · Roi blanc sur case noire e1 | Tour noire sur case noire d8 · Roi noir sur case blanche g8 · Fou noir sur case noire g7 · Pion noir sur case noire f6 · Pion blanc sur case blanche g6 · Tour blanche sur case noire h6 · Pion noir sur case noire c5 · Dame noire sur case noire e5 · Pion noir sur case blanche a4 · Pion noir sur case noire b4 · Pion blanc sur case blanche e4 · Cavalier noir sur case noire f4 · Pion blanc sur case blanche d3 · Dame blanche sur case noire e3 · Pion blanc sur case blanche h3 · Pion blanc sur case noire b2 · Tour blanche sur case blanche g2 · Roi blanc sur case noire e1 | 4 |
| 3 | Tour noire sur case noire d8 · Roi noir sur case blanche g8 · Fou noir sur case noire g7 · Pion noir sur case noire f6 · Pion blanc sur case blanche g6 · Tour blanche sur case noire h6 · Pion noir sur case noire c5 · Dame noire sur case noire e5 · Pion noir sur case blanche a4 · Pion noir sur case noire b4 · Pion blanc sur case blanche e4 · Cavalier noir sur case noire f4 · Pion blanc sur case blanche d3 · Dame blanche sur case noire e3 · Pion blanc sur case blanche h3 · Pion blanc sur case noire b2 · Tour blanche sur case blanche g2 · Roi blanc sur case noire e1 | Tour noire sur case noire d8 · Roi noir sur case blanche g8 · Fou noir sur case noire g7 · Pion noir sur case noire f6 · Pion blanc sur case blanche g6 · Tour blanche sur case noire h6 · Pion noir sur case noire c5 · Dame noire sur case noire e5 · Pion noir sur case blanche a4 · Pion noir sur case noire b4 · Pion blanc sur case blanche e4 · Cavalier noir sur case noire f4 · Pion blanc sur case blanche d3 · Dame blanche sur case noire e3 · Pion blanc sur case blanche h3 · Pion blanc sur case noire b2 · Tour blanche sur case blanche g2 · Roi blanc sur case noire e1 | Tour noire sur case noire d8 · Roi noir sur case blanche g8 · Fou noir sur case noire g7 · Pion noir sur case noire f6 · Pion blanc sur case blanche g6 · Tour blanche sur case noire h6 · Pion noir sur case noire c5 · Dame noire sur case noire e5 · Pion noir sur case blanche a4 · Pion noir sur case noire b4 · Pion blanc sur case blanche e4 · Cavalier noir sur case noire f4 · Pion blanc sur case blanche d3 · Dame blanche sur case noire e3 · Pion blanc sur case blanche h3 · Pion blanc sur case noire b2 · Tour blanche sur case blanche g2 · Roi blanc sur case noire e1 | Tour noire sur case noire d8 · Roi noir sur case blanche g8 · Fou noir sur case noire g7 · Pion noir sur case noire f6 · Pion blanc sur case blanche g6 · Tour blanche sur case noire h6 · Pion noir sur case noire c5 · Dame noire sur case noire e5 · Pion noir sur case blanche a4 · Pion noir sur case noire b4 · Pion blanc sur case blanche e4 · Cavalier noir sur case noire f4 · Pion blanc sur case blanche d3 · Dame blanche sur case noire e3 · Pion blanc sur case blanche h3 · Pion blanc sur case noire b2 · Tour blanche sur case blanche g2 · Roi blanc sur case noire e1 | Tour noire sur case noire d8 · Roi noir sur case blanche g8 · Fou noir sur case noire g7 · Pion noir sur case noire f6 · Pion blanc sur case blanche g6 · Tour blanche sur case noire h6 · Pion noir sur case noire c5 · Dame noire sur case noire e5 · Pion noir sur case blanche a4 · Pion noir sur case noire b4 · Pion blanc sur case blanche e4 · Cavalier noir sur case noire f4 · Pion blanc sur case blanche d3 · Dame blanche sur case noire e3 · Pion blanc sur case blanche h3 · Pion blanc sur case noire b2 · Tour blanche sur case blanche g2 · Roi blanc sur case noire e1 | Tour noire sur case noire d8 · Roi noir sur case blanche g8 · Fou noir sur case noire g7 · Pion noir sur case noire f6 · Pion blanc sur case blanche g6 · Tour blanche sur case noire h6 · Pion noir sur case noire c5 · Dame noire sur case noire e5 · Pion noir sur case blanche a4 · Pion noir sur case noire b4 · Pion blanc sur case blanche e4 · Cavalier noir sur case noire f4 · Pion blanc sur case blanche d3 · Dame blanche sur case noire e3 · Pion blanc sur case blanche h3 · Pion blanc sur case noire b2 · Tour blanche sur case blanche g2 · Roi blanc sur case noire e1 | Tour noire sur case noire d8 · Roi noir sur case blanche g8 · Fou noir sur case noire g7 · Pion noir sur case noire f6 · Pion blanc sur case blanche g6 · Tour blanche sur case noire h6 · Pion noir sur case noire c5 · Dame noire sur case noire e5 · Pion noir sur case blanche a4 · Pion noir sur case noire b4 · Pion blanc sur case blanche e4 · Cavalier noir sur case noire f4 · Pion blanc sur case blanche d3 · Dame blanche sur case noire e3 · Pion blanc sur case blanche h3 · Pion blanc sur case noire b2 · Tour blanche sur case blanche g2 · Roi blanc sur case noire e1 | Tour noire sur case noire d8 · Roi noir sur case blanche g8 · Fou noir sur case noire g7 · Pion noir sur case noire f6 · Pion blanc sur case blanche g6 · Tour blanche sur case noire h6 · Pion noir sur case noire c5 · Dame noire sur case noire e5 · Pion noir sur case blanche a4 · Pion noir sur case noire b4 · Pion blanc sur case blanche e4 · Cavalier noir sur case noire f4 · Pion blanc sur case blanche d3 · Dame blanche sur case noire e3 · Pion blanc sur case blanche h3 · Pion blanc sur case noire b2 · Tour blanche sur case blanche g2 · Roi blanc sur case noire e1 | 3 |
| 2 | Tour noire sur case noire d8 · Roi noir sur case blanche g8 · Fou noir sur case noire g7 · Pion noir sur case noire f6 · Pion blanc sur case blanche g6 · Tour blanche sur case noire h6 · Pion noir sur case noire c5 · Dame noire sur case noire e5 · Pion noir sur case blanche a4 · Pion noir sur case noire b4 · Pion blanc sur case blanche e4 · Cavalier noir sur case noire f4 · Pion blanc sur case blanche d3 · Dame blanche sur case noire e3 · Pion blanc sur case blanche h3 · Pion blanc sur case noire b2 · Tour blanche sur case blanche g2 · Roi blanc sur case noire e1 | Tour noire sur case noire d8 · Roi noir sur case blanche g8 · Fou noir sur case noire g7 · Pion noir sur case noire f6 · Pion blanc sur case blanche g6 · Tour blanche sur case noire h6 · Pion noir sur case noire c5 · Dame noire sur case noire e5 · Pion noir sur case blanche a4 · Pion noir sur case noire b4 · Pion blanc sur case blanche e4 · Cavalier noir sur case noire f4 · Pion blanc sur case blanche d3 · Dame blanche sur case noire e3 · Pion blanc sur case blanche h3 · Pion blanc sur case noire b2 · Tour blanche sur case blanche g2 · Roi blanc sur case noire e1 | Tour noire sur case noire d8 · Roi noir sur case blanche g8 · Fou noir sur case noire g7 · Pion noir sur case noire f6 · Pion blanc sur case blanche g6 · Tour blanche sur case noire h6 · Pion noir sur case noire c5 · Dame noire sur case noire e5 · Pion noir sur case blanche a4 · Pion noir sur case noire b4 · Pion blanc sur case blanche e4 · Cavalier noir sur case noire f4 · Pion blanc sur case blanche d3 · Dame blanche sur case noire e3 · Pion blanc sur case blanche h3 · Pion blanc sur case noire b2 · Tour blanche sur case blanche g2 · Roi blanc sur case noire e1 | Tour noire sur case noire d8 · Roi noir sur case blanche g8 · Fou noir sur case noire g7 · Pion noir sur case noire f6 · Pion blanc sur case blanche g6 · Tour blanche sur case noire h6 · Pion noir sur case noire c5 · Dame noire sur case noire e5 · Pion noir sur case blanche a4 · Pion noir sur case noire b4 · Pion blanc sur case blanche e4 · Cavalier noir sur case noire f4 · Pion blanc sur case blanche d3 · Dame blanche sur case noire e3 · Pion blanc sur case blanche h3 · Pion blanc sur case noire b2 · Tour blanche sur case blanche g2 · Roi blanc sur case noire e1 | Tour noire sur case noire d8 · Roi noir sur case blanche g8 · Fou noir sur case noire g7 · Pion noir sur case noire f6 · Pion blanc sur case blanche g6 · Tour blanche sur case noire h6 · Pion noir sur case noire c5 · Dame noire sur case noire e5 · Pion noir sur case blanche a4 · Pion noir sur case noire b4 · Pion blanc sur case blanche e4 · Cavalier noir sur case noire f4 · Pion blanc sur case blanche d3 · Dame blanche sur case noire e3 · Pion blanc sur case blanche h3 · Pion blanc sur case noire b2 · Tour blanche sur case blanche g2 · Roi blanc sur case noire e1 | Tour noire sur case noire d8 · Roi noir sur case blanche g8 · Fou noir sur case noire g7 · Pion noir sur case noire f6 · Pion blanc sur case blanche g6 · Tour blanche sur case noire h6 · Pion noir sur case noire c5 · Dame noire sur case noire e5 · Pion noir sur case blanche a4 · Pion noir sur case noire b4 · Pion blanc sur case blanche e4 · Cavalier noir sur case noire f4 · Pion blanc sur case blanche d3 · Dame blanche sur case noire e3 · Pion blanc sur case blanche h3 · Pion blanc sur case noire b2 · Tour blanche sur case blanche g2 · Roi blanc sur case noire e1 | Tour noire sur case noire d8 · Roi noir sur case blanche g8 · Fou noir sur case noire g7 · Pion noir sur case noire f6 · Pion blanc sur case blanche g6 · Tour blanche sur case noire h6 · Pion noir sur case noire c5 · Dame noire sur case noire e5 · Pion noir sur case blanche a4 · Pion noir sur case noire b4 · Pion blanc sur case blanche e4 · Cavalier noir sur case noire f4 · Pion blanc sur case blanche d3 · Dame blanche sur case noire e3 · Pion blanc sur case blanche h3 · Pion blanc sur case noire b2 · Tour blanche sur case blanche g2 · Roi blanc sur case noire e1 | Tour noire sur case noire d8 · Roi noir sur case blanche g8 · Fou noir sur case noire g7 · Pion noir sur case noire f6 · Pion blanc sur case blanche g6 · Tour blanche sur case noire h6 · Pion noir sur case noire c5 · Dame noire sur case noire e5 · Pion noir sur case blanche a4 · Pion noir sur case noire b4 · Pion blanc sur case blanche e4 · Cavalier noir sur case noire f4 · Pion blanc sur case blanche d3 · Dame blanche sur case noire e3 · Pion blanc sur case blanche h3 · Pion blanc sur case noire b2 · Tour blanche sur case blanche g2 · Roi blanc sur case noire e1 | 2 |
| 1 | Tour noire sur case noire d8 · Roi noir sur case blanche g8 · Fou noir sur case noire g7 · Pion noir sur case noire f6 · Pion blanc sur case blanche g6 · Tour blanche sur case noire h6 · Pion noir sur case noire c5 · Dame noire sur case noire e5 · Pion noir sur case blanche a4 · Pion noir sur case noire b4 · Pion blanc sur case blanche e4 · Cavalier noir sur case noire f4 · Pion blanc sur case blanche d3 · Dame blanche sur case noire e3 · Pion blanc sur case blanche h3 · Pion blanc sur case noire b2 · Tour blanche sur case blanche g2 · Roi blanc sur case noire e1 | Tour noire sur case noire d8 · Roi noir sur case blanche g8 · Fou noir sur case noire g7 · Pion noir sur case noire f6 · Pion blanc sur case blanche g6 · Tour blanche sur case noire h6 · Pion noir sur case noire c5 · Dame noire sur case noire e5 · Pion noir sur case blanche a4 · Pion noir sur case noire b4 · Pion blanc sur case blanche e4 · Cavalier noir sur case noire f4 · Pion blanc sur case blanche d3 · Dame blanche sur case noire e3 · Pion blanc sur case blanche h3 · Pion blanc sur case noire b2 · Tour blanche sur case blanche g2 · Roi blanc sur case noire e1 | Tour noire sur case noire d8 · Roi noir sur case blanche g8 · Fou noir sur case noire g7 · Pion noir sur case noire f6 · Pion blanc sur case blanche g6 · Tour blanche sur case noire h6 · Pion noir sur case noire c5 · Dame noire sur case noire e5 · Pion noir sur case blanche a4 · Pion noir sur case noire b4 · Pion blanc sur case blanche e4 · Cavalier noir sur case noire f4 · Pion blanc sur case blanche d3 · Dame blanche sur case noire e3 · Pion blanc sur case blanche h3 · Pion blanc sur case noire b2 · Tour blanche sur case blanche g2 · Roi blanc sur case noire e1 | Tour noire sur case noire d8 · Roi noir sur case blanche g8 · Fou noir sur case noire g7 · Pion noir sur case noire f6 · Pion blanc sur case blanche g6 · Tour blanche sur case noire h6 · Pion noir sur case noire c5 · Dame noire sur case noire e5 · Pion noir sur case blanche a4 · Pion noir sur case noire b4 · Pion blanc sur case blanche e4 · Cavalier noir sur case noire f4 · Pion blanc sur case blanche d3 · Dame blanche sur case noire e3 · Pion blanc sur case blanche h3 · Pion blanc sur case noire b2 · Tour blanche sur case blanche g2 · Roi blanc sur case noire e1 | Tour noire sur case noire d8 · Roi noir sur case blanche g8 · Fou noir sur case noire g7 · Pion noir sur case noire f6 · Pion blanc sur case blanche g6 · Tour blanche sur case noire h6 · Pion noir sur case noire c5 · Dame noire sur case noire e5 · Pion noir sur case blanche a4 · Pion noir sur case noire b4 · Pion blanc sur case blanche e4 · Cavalier noir sur case noire f4 · Pion blanc sur case blanche d3 · Dame blanche sur case noire e3 · Pion blanc sur case blanche h3 · Pion blanc sur case noire b2 · Tour blanche sur case blanche g2 · Roi blanc sur case noire e1 | Tour noire sur case noire d8 · Roi noir sur case blanche g8 · Fou noir sur case noire g7 · Pion noir sur case noire f6 · Pion blanc sur case blanche g6 · Tour blanche sur case noire h6 · Pion noir sur case noire c5 · Dame noire sur case noire e5 · Pion noir sur case blanche a4 · Pion noir sur case noire b4 · Pion blanc sur case blanche e4 · Cavalier noir sur case noire f4 · Pion blanc sur case blanche d3 · Dame blanche sur case noire e3 · Pion blanc sur case blanche h3 · Pion blanc sur case noire b2 · Tour blanche sur case blanche g2 · Roi blanc sur case noire e1 | Tour noire sur case noire d8 · Roi noir sur case blanche g8 · Fou noir sur case noire g7 · Pion noir sur case noire f6 · Pion blanc sur case blanche g6 · Tour blanche sur case noire h6 · Pion noir sur case noire c5 · Dame noire sur case noire e5 · Pion noir sur case blanche a4 · Pion noir sur case noire b4 · Pion blanc sur case blanche e4 · Cavalier noir sur case noire f4 · Pion blanc sur case blanche d3 · Dame blanche sur case noire e3 · Pion blanc sur case blanche h3 · Pion blanc sur case noire b2 · Tour blanche sur case blanche g2 · Roi blanc sur case noire e1 | Tour noire sur case noire d8 · Roi noir sur case blanche g8 · Fou noir sur case noire g7 · Pion noir sur case noire f6 · Pion blanc sur case blanche g6 · Tour blanche sur case noire h6 · Pion noir sur case noire c5 · Dame noire sur case noire e5 · Pion noir sur case blanche a4 · Pion noir sur case noire b4 · Pion blanc sur case blanche e4 · Cavalier noir sur case noire f4 · Pion blanc sur case blanche d3 · Dame blanche sur case noire e3 · Pion blanc sur case blanche h3 · Pion blanc sur case noire b2 · Tour blanche sur case blanche g2 · Roi blanc sur case noire e1 | 1 |
|   | a | b | c | d | e | f | g | h |   |

Aleksandr Grichtchouk (2761) - Aleksandr Morozevitch (2769), Mémorial Tal, 10 juin 2012, ronde 3

Début Réti (code ECO : A09) :

1.Cf3 d5 2.c4 c6 3.g3 Fg4 4.Db3 Db6 5.Ce5 Fe6 6.d3 f6 7.Cf3 Ff7 8.Fh3 e5 9.0–0 Ca6 10.Cc3 Ce7 11.Fe3 d4 12.Ce4 Cg6 13.Fc1 Cc5 14.Cxc5 Fxc5 15.Cd2 0–0 16.Ce4 Fe7 17.f4 exf4 18.gxf4 Tfe8 19.f5 Ce5 20.Ff4 Ff8 21.Fg2 Dc7 22.Dc2 Dd7 23.Fd2 b5 24.c5 a5 25.Tf4 a4 26.Fb4 Tac8 27.Cg3 Rh8 28.Th4 Fg8 29.Dd2 Da7 30.Tc1 Cd7 31.Df4 Fxa2 32.Dxd4 Cb8 33.Fe1 Tcd8 34.Dc3 Ca6 35.Ff2 b4 36.De1 Db7 37.Ta1 Fb3 38.Dc1 Cc7 39.Ff3 Ta8 40.Fh5 Ted8 41.Fg6 h6 42.Ce4 Ce8 43.Fe3 Fd5 44.Rf2 Fxe4 45.Txe4 Cc7 46.Fxh6 gxh6 47.Te7 Td4 48.Th7+ Rg8 49.De3 Tg4 50.h3 Txg6 51.fxg6 Dc8 52.Tg1 Df5+ 53.Re1 Te8 54.Dg3 Ce6 55.e4 Dxc5 56.Rd1 Fg7 57.Tg2 De5 58.De3 Td8 59.Re1 c5 60.Txh6 Cf4 0-1

## Publication
Aleksandr Morozevitch est l'auteur avec son entraîneur Vladimir Barsky de :
- Comment jouer la défense Tchigorine (titre anglais : The Chigorin Defence According to Morozevich), éd. Payot (traduction de Sylvie Templeur), octobre 2007, 267 p.  (ISBN 978-2228902519)